# Mátyásföld
Mátyásföld (németül Matthiasfeld) az 1800-as évek végén Cinkota két telepeként jött létre és fejlődött, míg 1933-tól önálló nagyközség lett, majd 1950-től Budapest XVI. kerületének városrésze.

## Fekvése
A mai 8-as, 9-es HÉV 1888-ban megnyitott vonalának, illetve a 3-as útnak a két oldalán, a HÉV egykori, Keleti pályaudvar melletti fejállomástól 8 km-re keletre fekszik, 150 m tengerszint feletti magasságában húzódó fennsíkon.
Határai a Budapest Főváros XVI. kerületi Önkormányzat 392/2012. (X. 17.) számú, 2012. november 21-i képviselő-testületi határozatában foglalt javaslat alapján: Sarjú út a Budapesti úttól – Nógrádverőce utca – Zsemlékes út – Forrásmajor utca – X., XVI., XVII. kerületi hármashatár, valamint a X. és XVI. kerület közigazgatási határa – Mátyásföldi repülőtér nyugati határa (Ballada utcával párhuzamosan) – Újszász utca – Jókai Mór utca – Veres Péter út – Futórózsa utca – Budapesti út – Sarjú út.

## Elnevezése

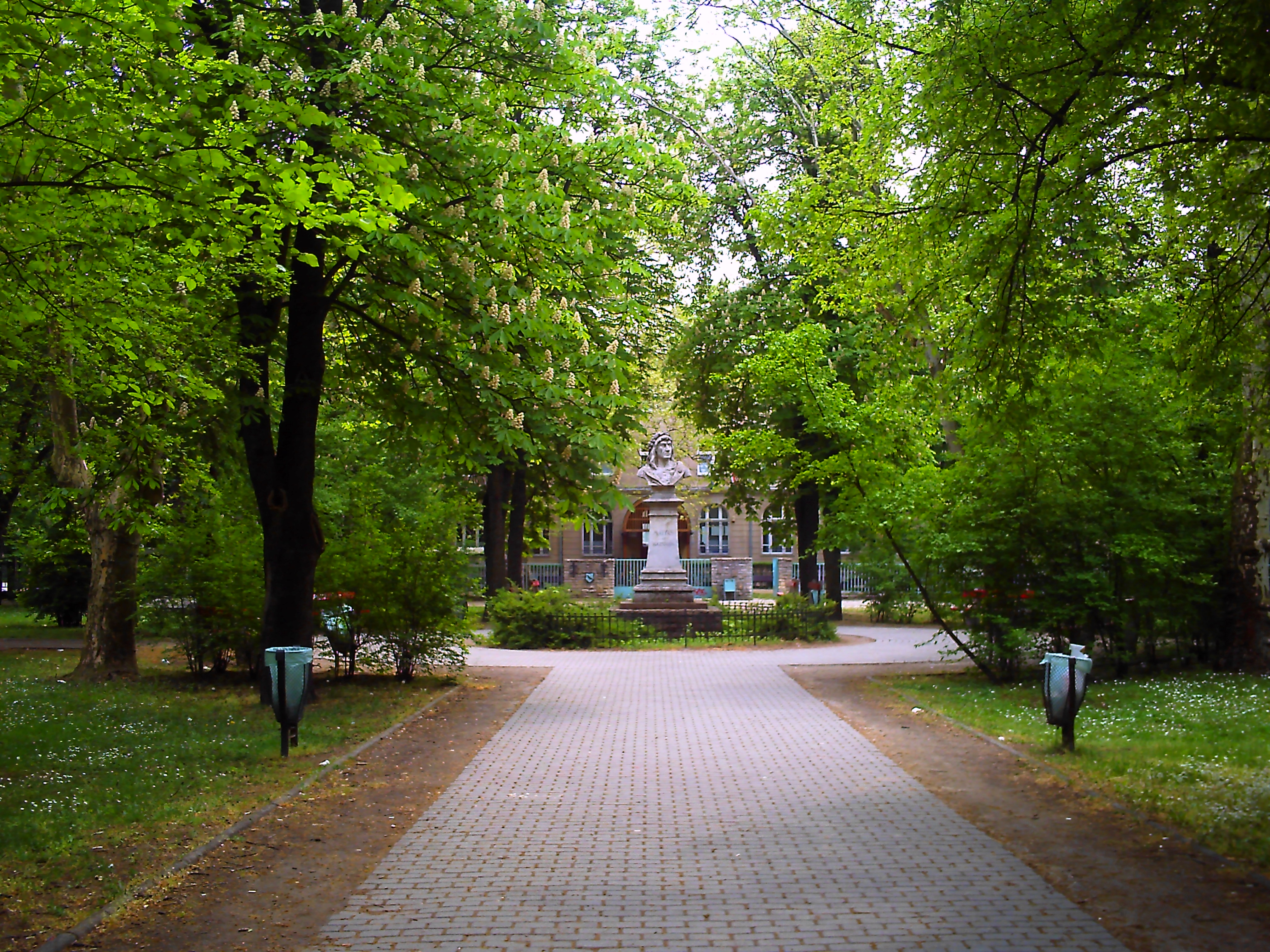
A Mátyás király tér 2011-ben, a névadó uralkodó mellszobrával

A villatelep névadójának Mátyás királyt választották. Mellszobrát 1896-ban a millennium alkalmából állították fel a Mátyás király téren. A szobor Mátray Lajos alkotása.
Ezt a területet – több birtokkal együtt – IV. Béla király adományozta 1259-ben a Nyulak-szigeti apácarendnek. Cinkota délnyugati végén, a mai Mátyásföld területét Bökényföldének nevezték, mivel egy Bökény nevű emberé volt, aki utód nélkül halt el, földje pedig a királyra szállt. 1276-ra az apácák legjövedelmezőbb birtoka lett, 1319-re pedig sikerült adómentességet is kieszközölniük.
Mátyás király – akinek a Városliget és a Kerepesi út északi oldalán kezdődő bekerített vadászó helye Csömör és Cinkota tájékán ért véget – külön oklevélben megerősítette és megvédte az apácákat attól, hogy bőven termő földjüket szomszédaik háborgassák. Mátyásföld nevét azonban feltételezések szerint inkább Mátyás legendás története a cinkotai kántorral inspirálhatta. Annyi bizonyos, hogy az uralkodó sokat járt erre, hiszen ezen a környéken, Rákos-mezőn volt az egykori országgyűlések színhelye is, ahol apját, Hunyadi Jánost és nagybátyját, Szilágyi Mihályt kormányzónak választották. Azonban olyan elgondolás is van, hogy csupán vonzó történelmi nevet kívántak adni az előkelő nyaralóhelynek és akkor az országban máshol még nem volt Mátyás király nevét őrző helység. A 250 hold területet – ami a 18. század első évtizedében csupán bozótosokkal tarkított szántóföldkén lett a Beniczkyek hűbérbirtoka – 1887-ben Beniczky Gábor özvegye, Batthyány Ilona grófnő engedte át potom áron a nyaralóövezet létrehozására alakult Mátyásföldi Nyaralótulajdonosok Egyesületének.

## Története
1887-ben alakult meg a telep egyesülete. 1888. junius 29-én, Péter és Pál napján adták át a forgalomnak a budapest-cinkotai helyiérdekű vasutat és ekkor lett „része” a fővárosnak Cinkota-Mátyásföld, ezért tartották 1913-ban ezen a napon a negyedévszázados jubileumát. Az ekkor megjelent eredetmonda szerint Kunkel Imre, a Fővárosi Központi Tejcsarnok alapítója vadászaton vett részt Beniczky Gábor cinkotai földbirtokosnál, akinek megtetszett a vadászterület ezen része. Rögtön felismerte, hogy a már tervbe vett cinkotai BHÉV vasútvonal közeli kiépítésével a telekárak jelentősen emelkedni fognak, így még abban az évben megállapodott a tulajdonossal a földterület eladásában. A szerződés értelmében 65 krajcár/négyszögöl áron Kunkel megvásárolta a 75 kat. holdas mátyásföldi birtokrészt. Beniczky Gábor és felesége, Batthyány Ilona grófnő nemcsak befolyásukat érvényesítették mindenütt, a hol erre szükség volt, hanem bőkezűséggel tereket és utakat is bocsátottak a telep rendelkezésére.
Valójában a tejcsarnokot Beniczky Gábor és gróf Andrássy Aladár alapította 1883-ban. Kunkel csupán 1885-től volt a szövetkezet üzletvezető igazgatója, illetve e mellett a Beniczky-birtokok gondozója. Mátyásföld eszméje azonban valószínűleg ténylegesen a nevéhez fűződik. Ügyesen kamatoztatta a vállaltnál elért sikereit és jó üzleti érzékkel látta meg az 1880-as évek közepén alakuló különféle építő-szövetkezetek mintáján alapuló és a tervezett budapest-cinkotai HÉV nyújtotta lehetőséget a területen.
Még 1887-ben Kunkel Imre egy érdekközösséget szervezett, melyből megalakult a Mátyásföldi Nyaralótulajdonosok Egyesülete. Alakuló közgyűlését még az év november 6-án megtartották, melyen az – a később Ómátyásföldnek nevezett nyaralótelep alapítása céljából – szerződést kötött Beniczky Gáborral 75 hold megvételére, amire 10 éves elővételi jogot kötöttek ki.
A villatelep alapító telektulajdonosai között voltak Kunkel Imre és Beniczky Gábor mellett gróf Andrássy Aladár, Keglevich Ilona grófnő, báró Stockinger János, illetve Szeniczey Ödön és dr. Neumann Ármin képviselők, Koppély Géza földbirtokos, és ahogy Jókai Mór Nemzet című lapjának beszámolója írta „a közúti vaspálya társaság, mely vezérigazgatója Jellinek Henrik által egyik leghathatósabb előmozdítója volt az eszme megvalósításának”, aki már évekkel korábban felismerte a főváros környéki települések és Budapest egymásrautaltságát, és hogy az ebben rejlő gazdasági potenciált a közlekedési nehézségek miatt nem lehetett kihasználni. A felsoroltak mellett ügyvédek, orvosok, gyógyszerészek, építészek és építési vállalkozók, kereskedők, nemzeti színházi és népszínházi tagok, tanárok, tisztviselők és hivatalnokok vásároltak itt telket.
A szerződés lehetővé tette a telep gyors fejlődését és kertvárosi jellegének megőrzését.
„1. Az elővételi jogot biztosította a megalakuló egyesület részére oly értelemben, hogy Beniczky Gábor, a cinkotai uradalom tulajdonosa másnak nem adhatott el telket, mint az egyesületnek, vagy annak, akit az egyesület, mint vevőt, prezentál.
2. A vételárat négyszögölenként 65 krajcárral minimálta akként, hogy a vételárnak ezt meghaladó része 50-50%-ban megoszlik az eladó és az eladásokat közvetítő egyesület között.
3. A tagok részére biztosította az erdő ingyenes használatát üdülési célokra.
4. Az utcák szélességét 15 m-ben állapította meg és azok azonnali fásítását rendelte el.
Kikötötte továbbá a szerződés, hogy
5. a telkek 1200 négyszögölnél nem lehetnek kisebbek,
6. hogy minden vevő tartozik belépni az egyesületbe és hogy
7. minden vevő tűrni tartozik a telkére az átírás alkalmával telekkönyvileg bekebelezett ama tulajdonjogi korlátozást, hogy magát az egyesület mindenkori alapszabályainak és a közgyűlés, valamint a választmány jogerős határozatainak aláveti.”
Az alapszabályok eredetileg is úgy rendelkeztek, hogy a villaszerű építkezést kötelezővé tették, megtiltották az állattartást, kocsma, bolt, mészárszék, gyár, ipartelep létesítését.

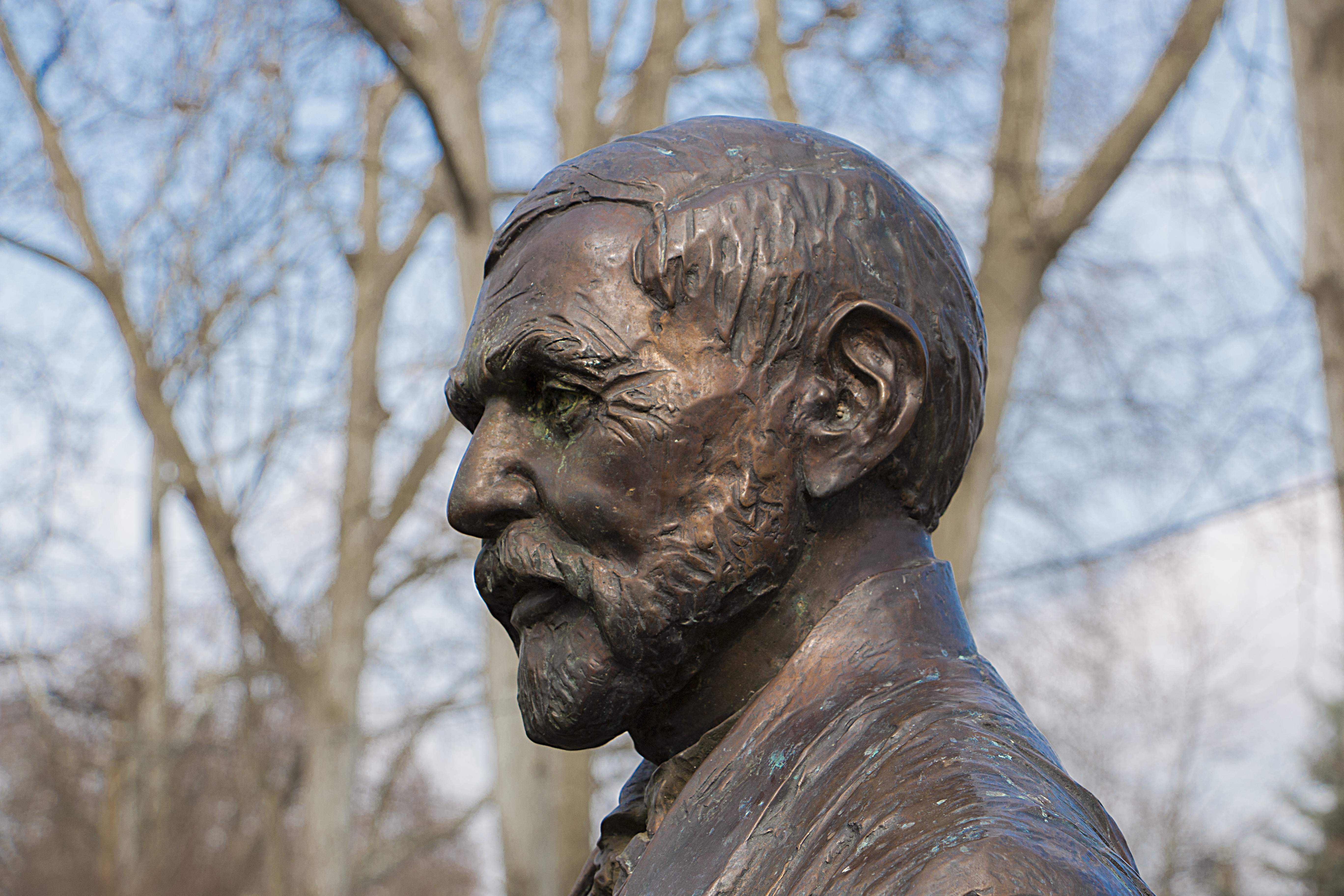
Paulheim József szobra(Paulheim József tér)

A telepnek római katolikus temploma, elemi iskolája, saját víz- és villamosműve, valamint strandfürdője volt. Az Egyesület 1891-ben vásárolta meg a parkerdő ma Erzsébetligetnek nevezett részét. 1896-ban Mátyásföld fejlesztésében nagy szerepet vállalt Paulheim József építész, egyesületi tag, aki igen sok közületi intézmény létesítését indította el, szorgalmazta és anyagilag támogatta, de túlnyomó részben ő volt a kivitelező is. Az elemi iskola, parkszálló építése, kibővítése, fürdőtelep kiépítése fűződik a nevéhez.
A 20. század elején parcellázták a HÉV vonalától északra eső területet (ez lett Új-Mátyásföld), ahol már kispénzű emberek is le tudtak telepedni, mivel ott a legkisebb telekméret 150 négyszögöl volt. Mátyásföld további fejlődését nagyban befolyásolta, hogy 1915-ben megépült a Magyar Általános Gépgyár által kezdeményezett repülőgépgyár és repülőtér, mely kb. 1200 munkást foglalkoztatott. 1918. július 4-én erről a repülőtérről indult meg az első Budapest-Bécs közötti polgári légijárat. Néhány évtizedig ez volt a főváros legnagyobb reptere.
Az 1920-as évek végére Mátyásföldnek 1200, Új-Mátyásföldnek 1800 lakosa volt – felmerült az önállósodás gondolata. A település 1933. január 1-jéig Cinkotához tartozott, majd vált önálló nagyközséggé.
1950. január 1-jével – számos főváros-környéki településsel együtt – Budapest része lett a XVI. kerületben.

### Az alapító egyesület
A Mátyásföldi Nyaralótulajdonosok Egyesülete a második világháborúig kiemelkedő szerepet játszott a település életében.
A 21. századi Mátyásföldnek a Kerepesi úttól délre eső részét 1887-től fokozatosan a Mátyásföldi Nyaralótulajdonosok Egyesülete vette meg és nagy telkeken, széles utakkal, közművekkel csodálatos villanegyedet alakítottak ki. A telep fejlődésének első időszakában Kunkel Imrének, építészeti arculatában pedig Paulheim Józsefnek volt jelentős szerepe. E területek tulajdonosai – az alapszabályban kikötve, mind az egyesület tagjaiként – a századforduló eklektikus stílusában és erdélyi stílusjegyek, vagy a szecesszió magas fokú alkalmazásával építtették fel épületeiket.
Elnökei:
- 1. Szeniczey Ödön 1887–1894

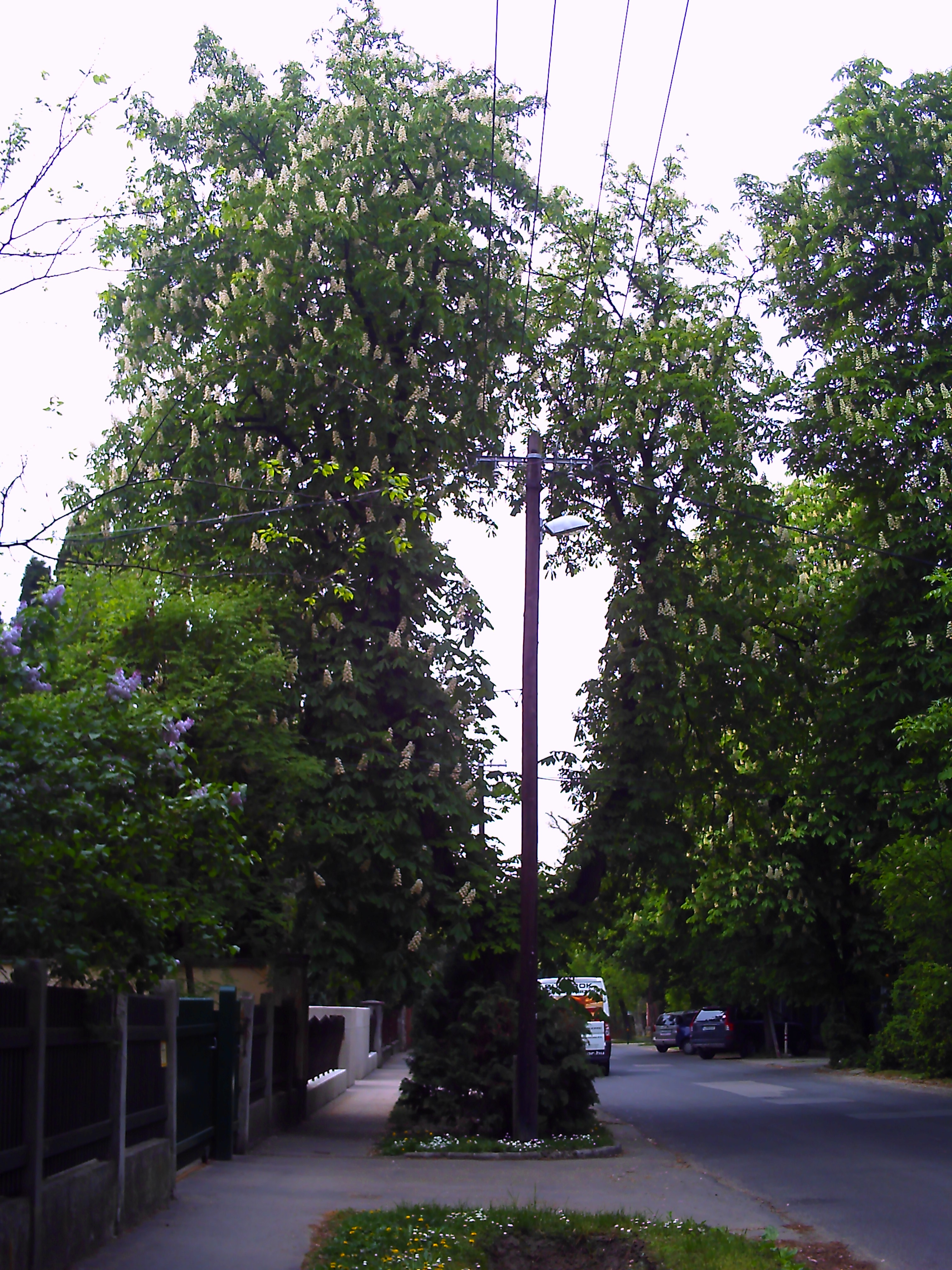
Mátyásföld jellegzetes fája a vadgesztenyefa. Lombkoronájának alakját sokszor a köztük futó villanyvezetékekhez alakítják.

- 2. Nádasi Terstyánszky Kálmán 1894–1895
- 3. Örsödi Meixner Emil 1895–1907

Az elnök és további 10 tag lemondását követően ügyvezető elnök: Mihályffy József 1907 júniusában, de ettől kezdve „pártokra” szakadt egyesületben folyamatosak voltak a viszályok és lemondások.
- 4. Palágyi Kálmán 1907–1908
- 5. Bellovics Imre 1908–1911
- 6. Antal Gyula 1911–1912
- 7. Palágyi Kálmán 1912. január–május, június–október. A lemondásokat követően az elnöki teendőket többször Zehntbauer Gyula látta el, de októberben ő is lemondott tisztségéről.
- 8. Diósy Lajos 1912–1919, végleges lemondását követően (amikor már egészsége nem engedte), egy ideig Solty Lajos vezette az egyesületet. Közben 1918-ban megalakult az Újmátyásföldiek Egyesülete.
- 9. Solty Lajos 1919
- 10. Zettner Vilmos 1920
- 11. Neiszer Antal 1920
- 12. Makra Imre 1921–1922
- 13. Szentgyörgyi Rentmeister Károly 1922–1929
- 14. Szegedy Lajos 1929–1933
- 15. Körmendy Ékes Lajos 1933–(?)

Ügyvezető igazgató: dr. Jobaházi (Janczer) Lajos 1941–(?)
1943-ban a belügyminiszter már megszüntette, de a mátyásföldi képviselőtestület csak 1945. második felében határozott feloszlatásáról.

## Mátyásföld részei
Mátyásföld első három jól elkülöníthető a 19. század utolsó negyedétől a 20. század első harmadáig létrejött része (Ó, majd Újmátyásföld, végül a csak 1947-ben hozzácsatolt Petőfiliget) társadalmi összetételében is jelentősen eltért egymástól, 1950-ig jellegzetesen fenntartották társadalmi és politikai különállásukat. Közeledésük csak a Budapesthez történt csatolás után kezdődött el. Az 1970-es években épült meg a szövetkezeti lakótelep, ami nevében is viseli a fővároshoz tartozást hiszen annak centenáriumának „jeligéjével” láttak hozzá építéséhez.
Huszkatelep a rendszerváltást követően egy évtizedre Mátyásföld része lett, mígnem 2012-ben Budapest városrészeinek átalakítása során újra Sashalomhoz került. Határai az 1990-es városrészfelsorolásban a következők voltak: Bökényföldi út a Zsemlékes utcától – a XVI. és XVII. kerület határa – a X. és XVI. kerület határa – Ballada utca – Újszász utca – Léva utca – Zselic utca – Íjász utca – Zsemlékes utca a Bökényföldi útig. Cinkota területén a 18–19. század fordulóján kialakult telepek egyike volt a Batsányi úttól keletre, amit a nagy, mocsaras területeket felvásárolt Ehmann Viktor veje, Huszka Gyula parcelláztatott. 1902-ben hagyta jóvá a belügyminiszter, mint önálló telepet. Fejlődése rohamos volt. 1923-ban összességében további 3 (Ehmann-, Új- – később Dühöngő –, és Nagyicce-)teleppel együtt alkotta az akkor önállósodó Sashalom községet.
Forrásmajor (itt található a Cinkotai-kiserdő a Naplás-tóval) 2012-ben került vissza Cinkotához, ugyanis még 1947–1949-ben Pejacsevich-teleppel együtt Mátyásföldhöz csatolták. 1990-es határai: Bökényföldi út a Zsemlékes utcától – a XVI. és XVII. kerület határa – a X. és XVI. kerület határa – Ballada utca – Újszász utca – Léva utca – Zselic utca – íjász utca – Zsemlékes utca a Bökényföldi útig. Forrás-majort 1902-ben hagyta jóvá a belügyminiszter Cinkota településrészeként.

### Ómátyásföld
Az elsőként létrejött Ó-mátyásföldi, előkelő nyaralótelep 1887-től a Nyaralótulajdonosok Egyesülete kezdeményezésére, az egyesület tulajdonát képező területen alakult ki. Terveikről az egyesület tagja és diszelnöke Andrássy Aladár előtt, újsághírek szerint Ferenc József is elismerőleg nyilatkozott. A földbirtokos, Beniczky Gábor által a park közepén épített vendéglője már 1888 májusában tető alatt volt. A tagolt, tágas emeletes épület tető-erkélyéről szép kilátás nyílt a vidékre. Mátyásföld birtokosai itt, a Mátyás király vendéglőben, 1888. szeptember 22-én ülték meg a telep fölavató ünnepét. Addig 12 nyaraló épült föl.

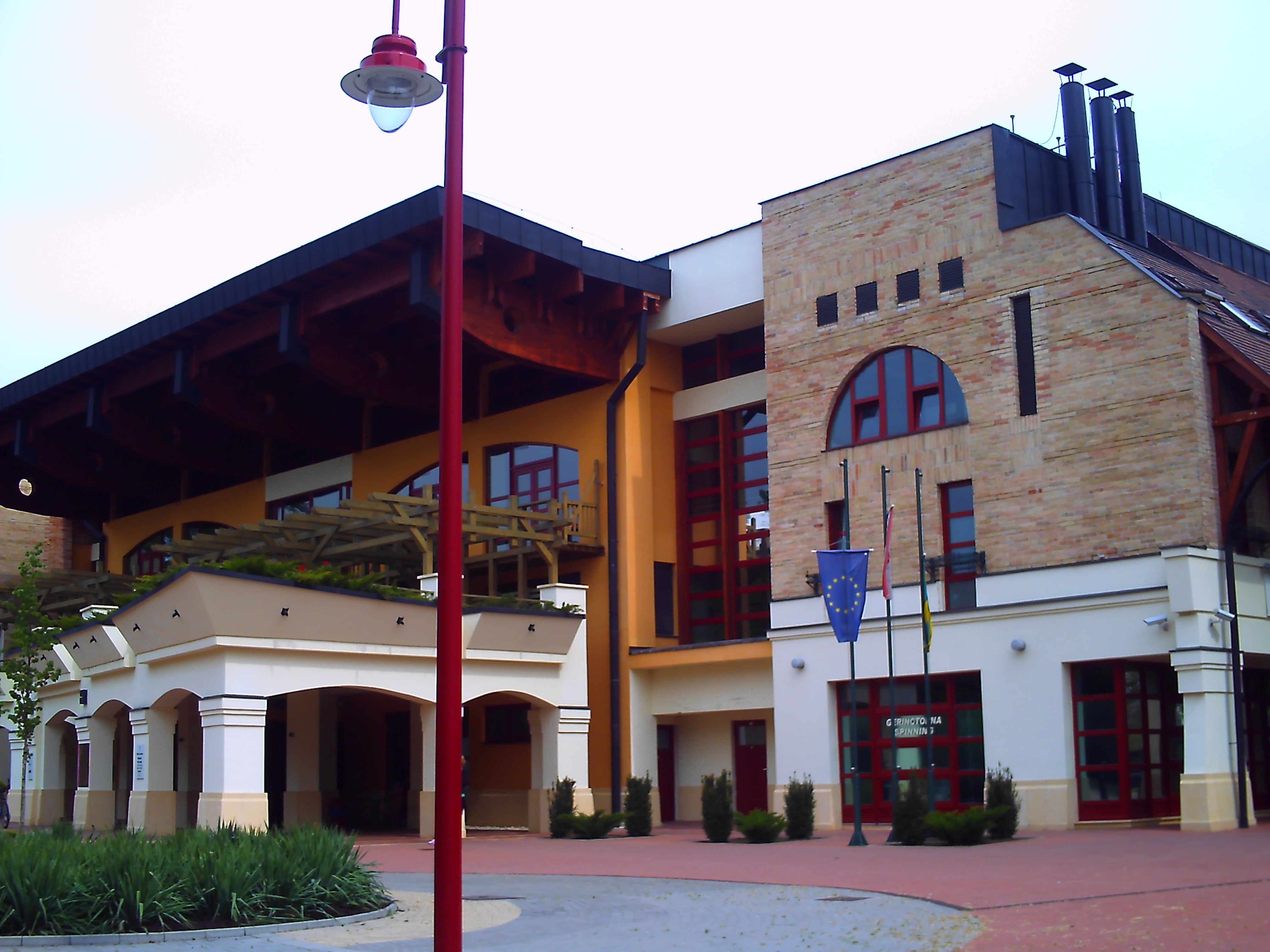
A 2008-ban átadott uszoda

Az Erzsébet-liget (vagy mint városrész: Erzsébetliget) Ó-Mátyásföld része, egy kb. 18 hektáros parkos terület a Bökényföldi út-Újszász utca-Diósy Lajos utca-Hunyadvár utca négyszögében. Mátyásföld beépülése előtti korból származó térképeken mint Újerdő szerepel. Mikor a villanegyed kiépülése megkezdődött, az erdőt parkosították és benne sportközpontot hoztak létre. 1956 után szovjet tisztek számára téglából épült, négyemeletes blokk-házakat építettek itt, a zöld terület benne jelentősen lecsökkent. A szovjet csapatok kivonulásával, 1991 után önkormányzati közreműködéssel a házakat kitatarozták és az új lakásokat magánvásárlóknak értékesítették.

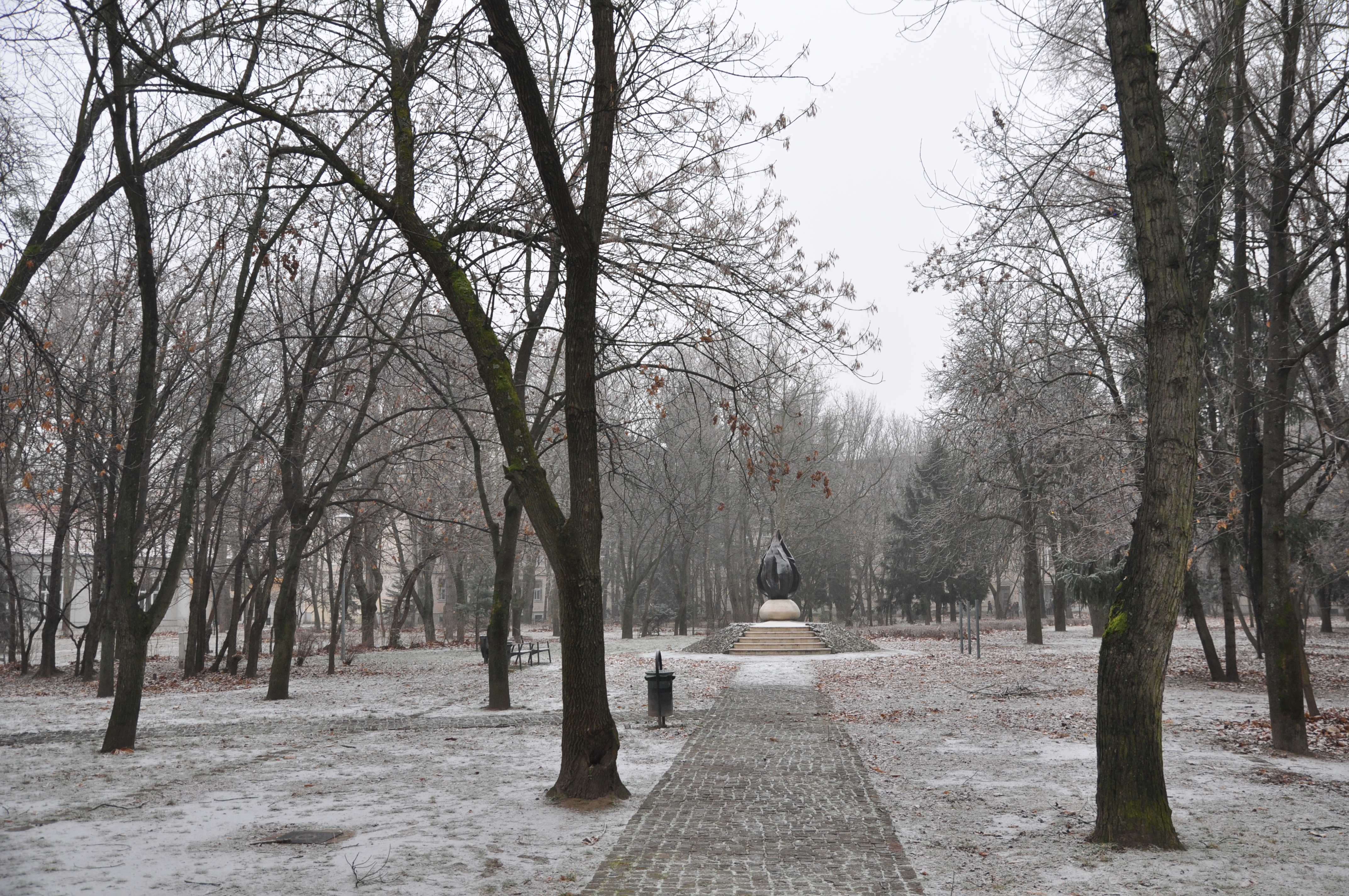
Erzsébet-liget, Láng, 1956-os emlékmű (R. Törley Mária, 2006)

Közösségi szerepe jelentős, főbb épületei az Erzsébetligeti Színház, az Erzsébetligeti tanuszoda, az MLTC sportközpontja öltözőkkel, klubhelyiséggel és sportpályákkal, a BGE Külkereskedelmi Kar, a gyógyszertár és az orvosi rendelő. Külön említendő a Bajtársak Otthona, mely az Erzsébet-liget Újszász utcai oldalán épült fel és az 1956-os forradalomban meghurcoltaknak és leszármazottainak nyújt biztonságos otthont. A Ligetben található még egy kisebb játszótér, valamint egy 1956-os emlékmű a Színház bejáratával szemben. Közepén vadgesztenyefákból álló sétány vezet keresztül a Hunyadvár utcától a tanuszodáig, melyet 2008 októberében neveztek el Szurmay Sándor első világháborús katonatisztről. Az Erzsébetligeti Színház rendszeresen szervez közösségi eseményeket, koncerteket és kirakodóvásárt.
A szovjet időkben lelakott szovjet kaszinó és bázis épületét 2014–2015-ben újra renováltatta a XVI. kerületi önkormányzat Makrai Sándor tervei és Tóth Miklós kerületi főépítész támogatásával. A sport, szabadidő céljára kialakított helyiségek mintegy felének területén – a belső terek adottsága és a kerületben eredményesen működő sportágaknak megfelelően – a vívó és birkózó utánpótlás-nevelés kapott helyet.
Ó-Mátyásföld és Sashalom határán, a Veres Péter úttól délre az 1970-es évek első felében épült a Jókai Mór utcai lakótelep, melyet megelőzően számos 20. század elején épült villát szanáltak. Jellemzően öt- és nyolcszintes sávházak és tizenegy szintes pontházak épületek alkotják, amik csúszózsalus technológiával épültek.

### Újmátyásföld

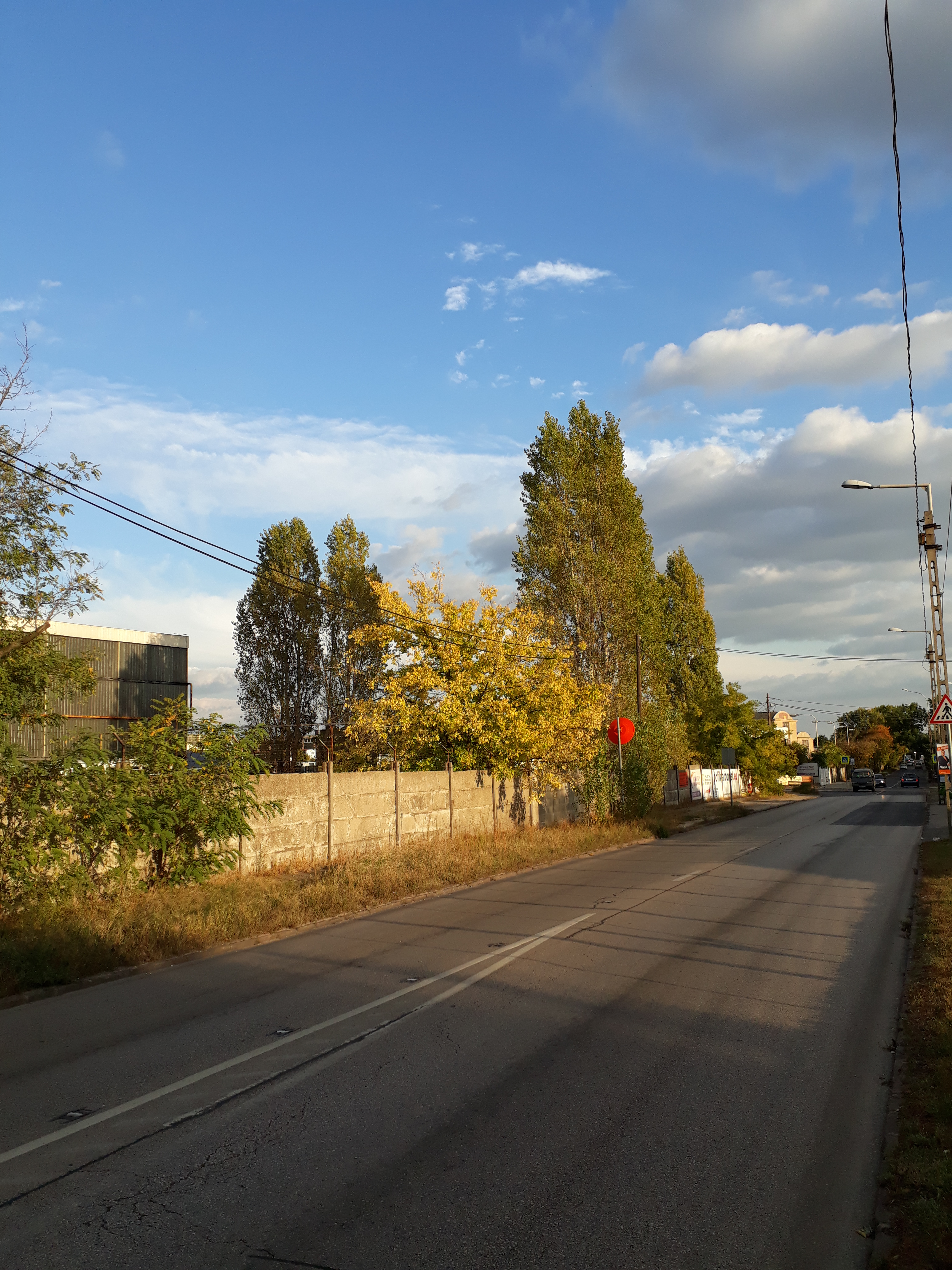
Az Arany János utca és az Ikarus 2019-ben

Új-mátyásföldet az 1900-as évek elejétől kezdték felépíteni a Kerepesi út északi oldalán, főleg a polgári, iparos réteghez tartozó családok munka- és lakóhelye lett. 
Az Ikarus járműgyár újmátyásföldi üzeme a magyar buszgyártás előkelő színtere volt több mint fél évszázadon keresztül, előtte pedig 1944 áprilisától itt – akkor még az Uhri Testvérek 1942-es alapítású cégének részeként, építés alatt álló gyártelepén – gyártották a Levente II típusú tanuló repülőgépeket is. A második világháború idején felfutott a termelés. A terület bérlőjeként az Uhri karosszériagyár a hadseregnek teherautókat gyártott, míg a jelentősebb repülőgyártást a Repülőgépgyár Rt. végezte – részben innen ered az évtizedek alatt világhírűvé vált Ikarus név és logó. A világháború után a gépjárműjavító munkákat vállaltak a Vörös Hadseregnek, míg a magyar-amerikai árucsereprogram részeként az amerikai katonai teherautók, dzsipek javítását, újrakarosszálását is részben ők végezték. A gazdasági és politikai változások miatt az Uhri családot azonban hamarosan eltávolították a vállalat éléről. 1947-ben a Nehézipari Központ (NIK) vette át a gyárat. Az Uhri cég meghatározó profilja a hazai autóbusz-gyártás lett, majd 1948 tavaszától, az államosítást követően még „NIK” márkajelzéssel, 1949-től pedig, miután összevonták az Ikarus Gép- és Fémáru Részvénytársasággal Ikarus néven. Az Ikarus Karosszéria- és Járműgyárhoz az 1950-es évektől helyben létesített szociális, sport- és kulturális intézmények is tartoztak. 1980-ban gyártotta az üzem a legnagyobb számú autóbuszt, csak abban az évben 13 700 darabot. 1990 után az Ikarus Ipari Park sok változáson ment keresztül, majd 2019 nyarán egy kínai háttérrel rendelkező magyar cég vásárolta meg nyilvános liciten a 28 hektáros területet a rajta lévő felépítményekkel, egy a gyárterület és a korábbi lőtér közötti telekkel és az Ikarus Művelődési Ház épületével együtt.

### Centenáriumi lakótelep

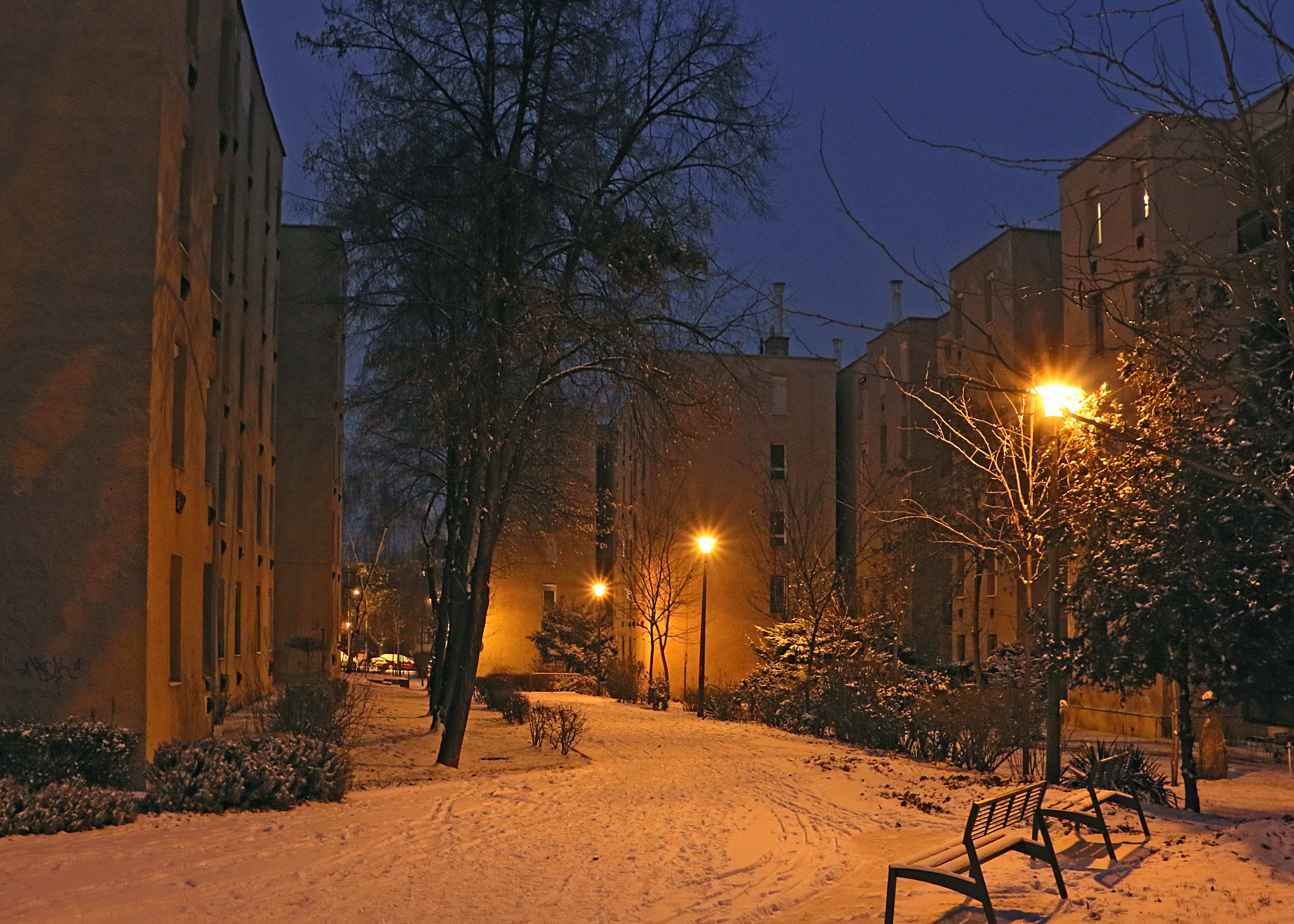
A Molnár István sétány a Centenárium lakótelepen

1973 nyarának végén kezdődött meg Újmátyásföldbe ékelődve a kétszázhatvanhat lakásos Centenárium (eleinte Gizella úti – 1983-ban összevonták a Sasvár utcával –, később Centenáriumi, a helyiek néha "Centinek" nevezik) lakótelep építése, amely az építkezések befejezésére 2561 lakásossá fejlődött. Országosan ez volt az első ilyen, úgynevezett szövetkezeti lakótelep. A „minta-lakótelep” építése az Ikarus Karosszéria és Járműgyár, illetve az Elektronikus Mérőműszerek Gyára kezdeményezésére kezdődött. A feltárási munkákat 1971-ben kezdték, az építkezés 1988 decemberére fejeződött be. A XVI. kerületi tanács óvodát és iskolát is építtetett hozzá. A házkezelési, karbantartási teendőket a szövetkezet látta el. A Centenárium Ifjúsági és Munkás Lakásépítő-Fenntartó Szövetkezet 1972 márciusában alakult, majd 1976 novemberében neve Összefogás Ifjúsági és Munkás Lakásépítő – Fenntartó Szövetkezetre változott, ami 1992-ben Összefogás Lakásszövetkezetre rövidült. 40 év alatt további két lakótelepet is felépített a kerületben (Sashalmon az Egyenes utcai lakótelepet és Cinkotán az Ostoros-Bóbitás utcai lakóparkot).
Határait 1990-ben így írták le: Olga utca a Budapesti úttól – Margit utca – Rovás utca – Sasvár utca – Lőcs utca – Budapesti út az Olga utcáig.

### Petőfikert

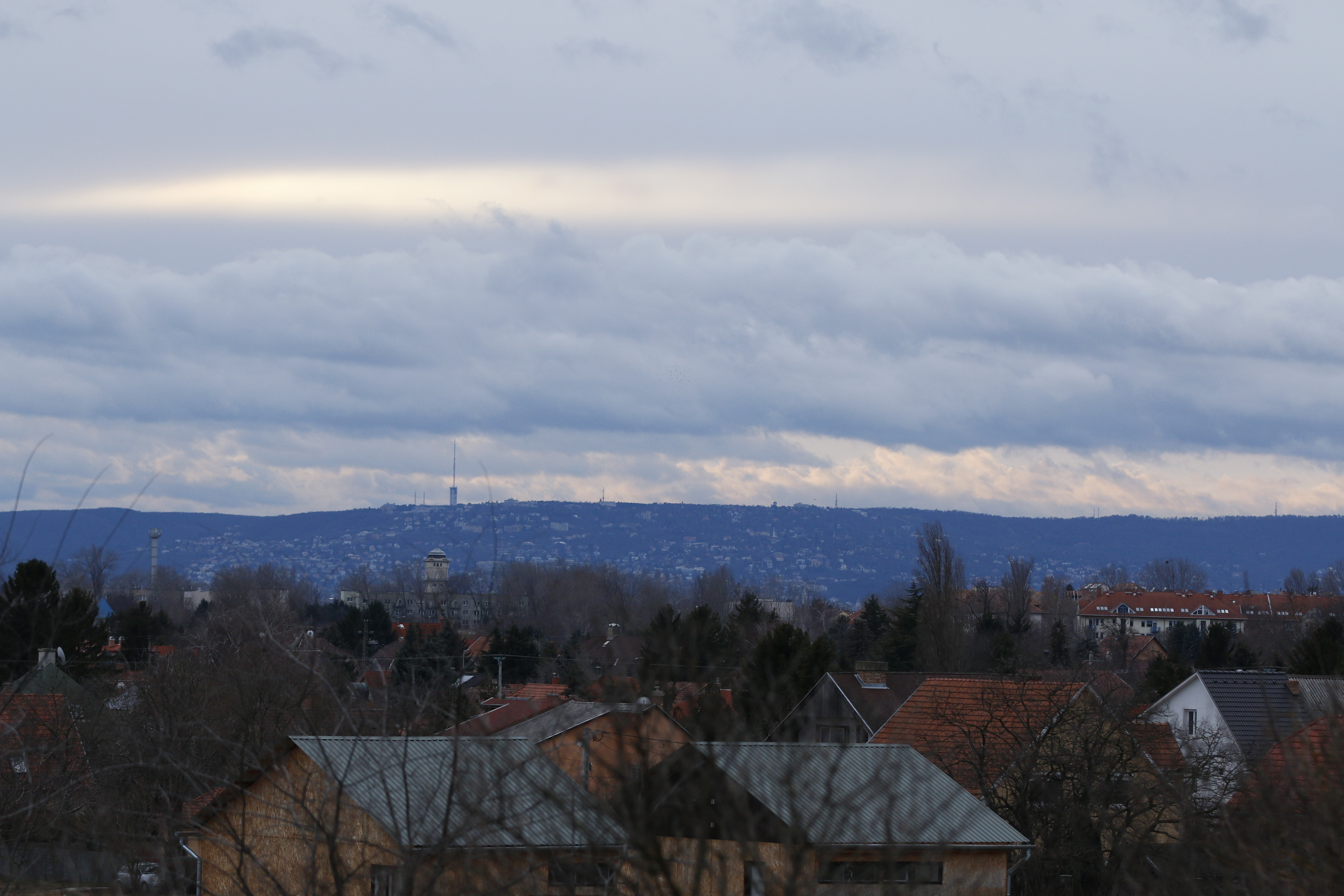
Mátyásföld-Petőfikert tetői és a Magyar Általános Gépgyár mátyásföldi telep bejáratának tornya a budai dombok előtt

A Petőfikertet az 1920-as 1930-as évek fordulóján gróf Pejácsevich Márkné parcellázta fel (ekkor még Pejácsevich-telep), kis telkeket alakítva ki, túlnyomórészt családi lakóházak felépítésére. Pontosan kimért utcái az egész telepen minden egyes leendő tulajdonosnak, vagy bérlőnek azonos feltételt akart biztosítani. Három lépcsőben történt parcellázás, de lényegében egy teljesen összefüggő folyamat volt. Az első telkek kimérését 1928-ban kezdték el. Az első utcanevekről a cinkotai képviselőtestület 1930-ban döntött. Felmerült, a Szent István-telep elnevezés, de azt a főszolgabíró nem hagyta jóvá, ezért 1938-ban Máklár Ignác és 99 Pejacsevich-telepi társa a Mátyás király Kertváros nevet javasolta, de ez sem került átvezetésre. Lakosságát ekkor a helytörténészek 200 főre becsülik. Parcellázása gyakorlatilag 1939-re fejeződött be. Ezt követően nem sokkal Piller Rezső és társai a községi képviselőtestülettől beadvánnyal kérték a Pejacsevich-telep Mátyásföldhöz csatolását, ám ennek megszavazására csak 1947-ben került sor, azonban a hivatalos utak bejárása közben a Budapesthez való csatolással 1950-ben tárgytalanná vált. Cinkota község képviselőtestülete 1948-ban tárgyalta a telep nevének megváltoztatását. Ennek kapcsán a belügyminiszter 1949. január 6-tól a Petőfikert elnevezést hagyta jóvá. 1949. december 20-án Budapesthez és ezzel együtt Mátyásföldhöz csatolták.
A terület Ó-Mátyásföld mellett Cinkota felé a Szilas-patak balpartja feletti utcáig tart. 1990-ben így írták le határait: Nógrádverőce út az Újszász utcától – Zsemlékes utca – Íjász utca – Zselic utca – Léva utca – Újszász utca a Nógrádverőce utcáig.

### Mátyásföldi repülőtér és a MÁG

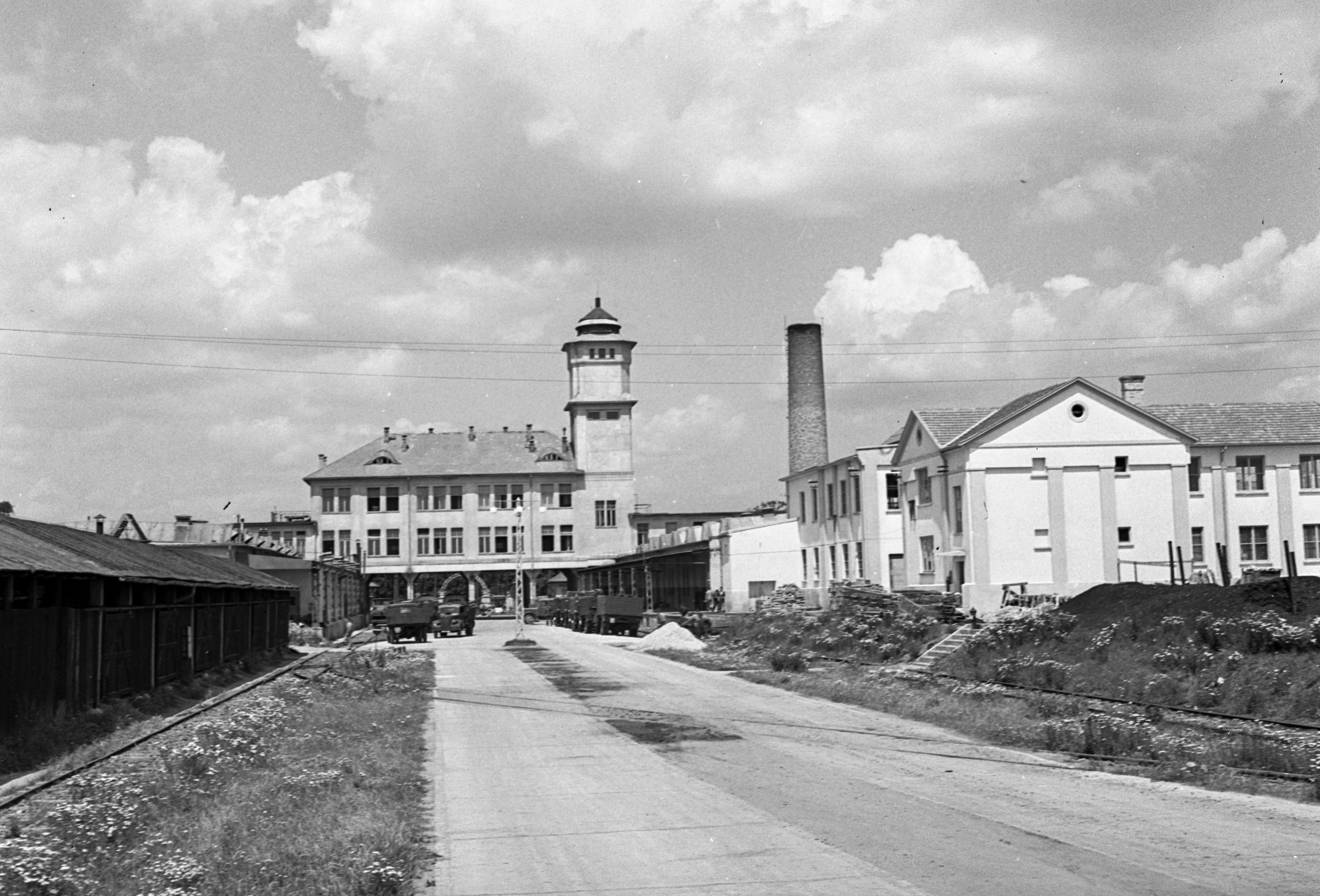
1943-ban az akkor már Magyar Királyi Honvéd gépkocsiszertár épülete és udvara (Újszász utca 41-43.)

A Rákosi rétek az amatőr magyar aviatika bölcsője volt az 1910-es években, az évtized második felében szerepét a Mátyásföldi reptér vette át. E két hely, repülőgéptervezők, -építők és reptetők emlékét őrzi az utóbbit környező utcák nevei (Zsélyi Aladár, Prodam Guido, vagy Pilóta utca), a repülőtér HÉV megállóhely, sőt, emlékmű is.
Bár a gyár és a repülőtér területe – Mátyásföld 1933-as önállósodását követően is – egészen 1950-ig Cinkota közigazgatásához tartozott, mégis mindenhol mátyásföldiként említik.

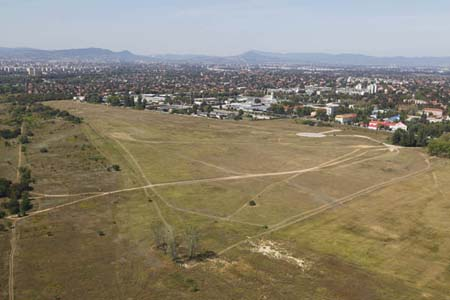
Ó-Mátyásföld déli része 2009-ben, ahol az 1910-es évek második felében épült ki az ország első állandó forgalmi repülőtere

1915-ben a Magyar Általános Gépgyár Részvénytársaság (MÁG) a hadsereg ösztönzésére Mátyásföldön új nagy gyártelep építésébe fogott. A századforduló után létrejött üdülőtelep melletti urasági szántón – a Beniczky-család akkor még cinkotai birtokán – hozták létre repülőgépgyárukat. Az 1916-ban még csak részben, 1917-ben teljesen elkészült és megnyitott repülőgépgyártó üzem és repülőgép-motorgyár kb. 1200 munkást foglalkoztatott a környékről. Felismerve a katonai gépjármű és repülőgépmotor-gyártás mellett a komplett repülőgépekre való igényt, egyezséget kötöttek a legsikeresebb vadászrepülőgép-gyártó Fokker Repülőgépgyárral, hogy az Mátyásföldön bővítse üzemeit D VII típusú repülőgépeinek építésével és berepülésével, így a hozzá tartozó területből 56 hektárt kihasítva, gyári repülőteret is létesített. Mivel azonban kihasználatlan ez utóbbi kihasználatlan maradt – kezdetleges építményeivel – bérbe adták az államnak.
Budapest térségében: a Keleti pályaudvartól keletre 9,3 km távolságban elhelyezkedő MÁG gyár 80×20 méteres repülőgép-szerelő hangárja a 900x800 méteres füvesített repülőtér nyugati sarkában létesült. Az államnak bérbe adott 800 m hosszú, 700 m széles repülőtérről 1918. július 4-én szállt a magasba egy Hansa-Brandenburg C.I típusú repülőgép, amivel megindult a Bécs–Budapest közti rendszeres légi járat. A repülőtérhez egy vasbetonból és egy fából készített hangár, műhely, illetve lakóépület tartozott. A repülőtér és épületeinek, berendezéseinek korszerűsítésére, felújítására sem a bérlő, sem a tulajdonos nem fordított gondot. A fabarakkból álló forgalmi épületet is csupán 1936-ban váltotta fel egy üvegezett, téglából épített indítótorony és várakozóhelyiség. Az első állandó használója még az 1920 januárjában alakult MAEFORT, ami azonban csupán másfél évet ért meg.
Az első világháborút lezáró trianoni békeszerződés azonban előírta a magyar repülőgépipar és repülőterek megsemmisítését is. Ennek során a MÁG-ban fellelhető teljes „repülőanyagot” megsemmisítették, de maga a repülőtér a hat megkímélt, állandó épületű repülőtér közé számított, melyeket a későbbi légiforgalom érdekében megkíméltek a lerombolástól, mivel a szerződés végrehajtásának időpontjában már az Antant hatalmak kezdeményezték a Mátyásföldet érintő, nemzetközi légi forgalmuk megnyitását. 1918–1937 között a mátyásföldi volt Budapest nemzetközi forgalmat is bonyolító légikikötője. A Magyar Általános Gépgyárból a 2010-es években is eredeti állapotukban fellelhetők még a gyár főépülete – ami reptérre néző oldalán található egy Horthy-erkélynek nevezett épületrész, mely mögött a kormányzóhelyettes szolgálati lakása rejtőzött –, a 39 méter magas dísztornya és a szerelőcsarnokok egy része. E közben, 1920-tól a gépgyár átállt a kisgépek és autómobilok gyártására, bár a háborús konjunktúra elmúltával megharcolt a fennmaradásért, a nagy gazdasági világválság azonban 1929-ben térdre kényszerítette és megindult a felszámolása, ami egészen 1941-ig tartott. Ezzel egyuttal befejeződött a személyautó-gyártás is Magyarországon. A társaság mátyásföldi gyári telkeit és épületeit 1940-ben hosszas tárgyalások után a királyi kincstár vásárolta meg 1 050 000 pengőért.
Az 1922-ben az aviatikánkat erősen korlátozó intézkedések enyhítése hatására megalakult a Magyar Légiforgalmi Rt. (MALERT) és az Aeroexpress. Mindkettőnek Mátyásföld lett a bázis repülőtere. Az 1930-as években pedig már több európai légitársaság is igénybe vette szolgáltatásait rendkívül előnyös helyzete miatt, hiszen mind a kelet-nyugati, mind az észak-déli légi összeköttetés fontos láncszeme Budapest. Így belföldi (Kaposvár, Nyíregyháza, Pécs, Debrecen) és nemzetközi forgalmat is lebonyolított (a Franco–Roumain (később CIDNA) francia-román társaság, a Deutsche Lufthansa, majd 1931-től egy olasz és egy osztrák társaság járataival). A magyar óceánrepülőt, Endresz Györgyöt 1931. július 16-án fogadták Mátyásföldön. 1932. május 21-én „Justice for Hungary” nevű Lockheed Sirius típusú gépével Mátyásföldről indult Endresz György és Bittay Gyula rádiós tiszt tragikus útjára – a gép leszállás közben a római repülőtéren katasztrófát szenvedett.

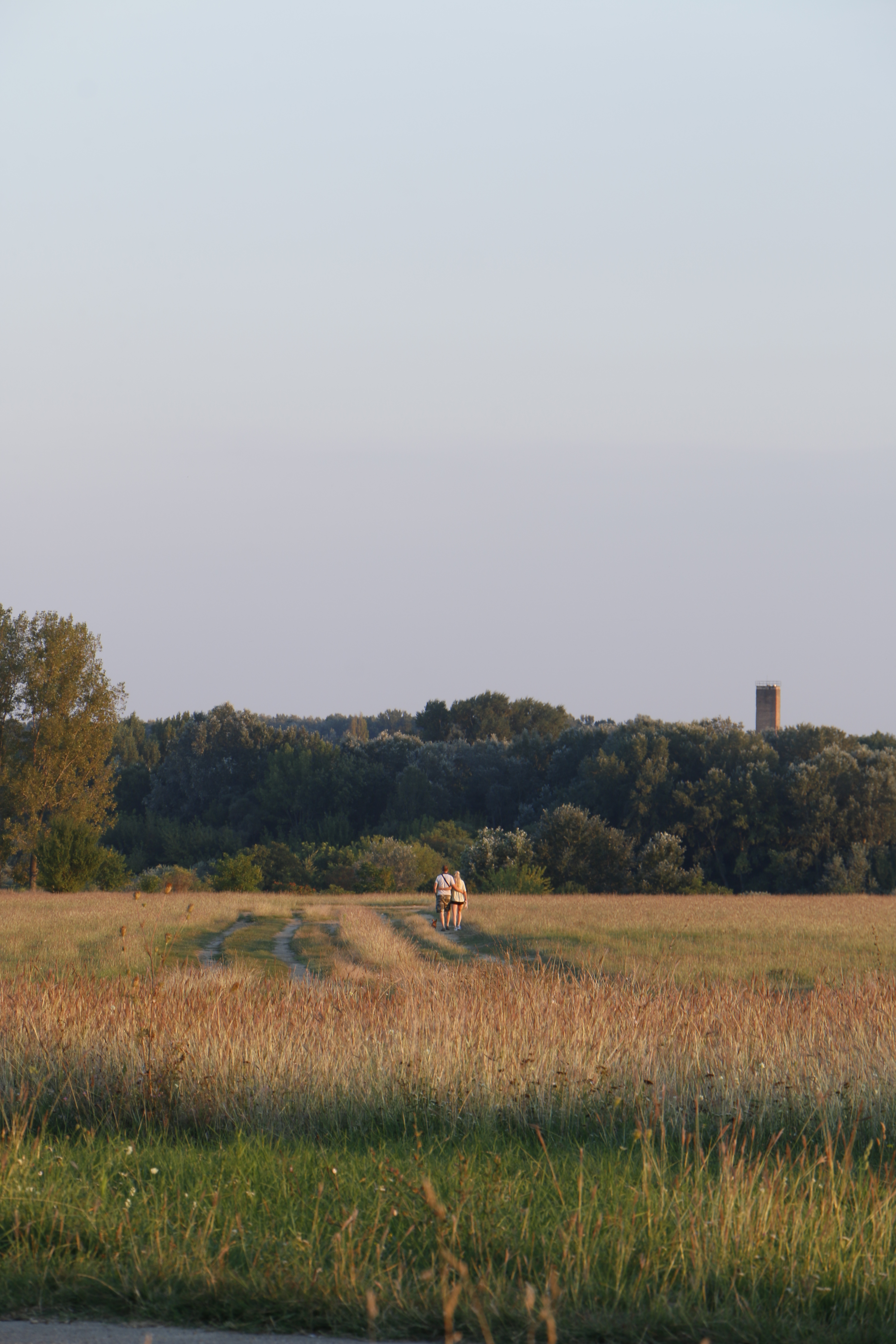
A mátyásföldi reptér 2016-ban

A trianoni békeszerződés tilalmai ellenére a repülőteret fokozatosan a magyar légierő titkos bázisává fejlesztették és 1937-re teljesen kiszorította a polgári forgalmat és a sportrepülést, amik Budaörsre kerültek Mátyásföld repülőteréről, miközben itt nagyarányú laktanya és szolgálati épület építések kezdődtek. Ugyan még az év őszén – november 12-én – a talajvíz és az esőzéstől fölázott talaja miatt az új reptér légi forgalmát átirányították még ide, de 1938. március 21-étől végleg elveszett ez a státusa. A második világháborúig már egy vadászrepülő ezrednek, egy közelfelderítő- és egy távolfelderítő repülőszázadnak adott otthont. A gépgyárat is átvette a honvédség, ahol hamarosan – mint a gyár indulásakor – ismét hadi termelésre álltak át. Területe és felületformája azonban nem tett bővítéseket lehetővé, így ezt a célt sem szolgálhatta tovább. 1943-ra az Ikarus Karosszéria- és Járműgyár egyik elődvállalata, a Repülőgépgyár Rt. iskolarepülőgépeinek berepülő bázisává lett, ezért ettől kezdve nem érték nagyobb támadások. A második világháborút átvészelt repülőteret a Szövetséges Ellenőrző Bizottság gépei használták. 1948-tól megindult a Honvéd Központi Repülőgépjavító Üzem, az összegyűjtött roncs repülőgépek helyreállítása, amelyekkel a „demokratikus hadsereg” első kiképző repülőszázada megkezdhette „az újszellemű magyar légierő” megteremtését. 1948 szeptember első felétől itt vonták össze az ejtőernyős század kiképzőkeret tagjait és egy rövid ideig itt is állomásoztak. 1950-től a Magyar Repülő Szövetség központi repülőgépjavító üzeme vette át a repülőteret – ahol többször látványos repülőnapokat is rendeztek – és az üzemet.
Az 1956-os forradalom leverése után Mátyásföldön rendezkedett be a megszálló szovjet hadsereg, így, az akkori szovjet laktanyából és katonai repülőtérről hurcolták romániai Snagovba családjával együtt Nagy Imre miniszterelnököt és társait 1956. november 21-én. 1966-ban pedig a hajdani MÁG a Margit utcai Ikarus gyár új telephelyévé lett. A repülőtér viszont a megszállás utóbbi évtizedben többnyire már csak helikoptereket fogadott. Délkeleti sarkába a katonák nagyméretű disznóólat építettek, javítandó a tiszti hús-ellátmányt. A kivonulás előtti hónapokban a repülőteret szegélyező iparvágány mentén – a környékbeli lakosok állítása szerint – teherautószámra ástak el gyanús hulladékot, a gödröket betonlapokkal fedték le és úgy temették vissza. 1991 júniusától a repülőtér használaton kívül került. Kezelője és őrzője (az ahhoz kapcsolódó két volt szovjet területtel együtt, a repülőtér és az Újszász utca között), a Kincstári Vagyonkezelő Szervezet volt, majd a kerületi önkormányzat lett.
Az egykori MÁG Újszász utcai dísztornyos épületét egy ideig a NABI használta, fenntartják Mátyásföld leghíresebb üzemének, az Ikarusnak az emlékét.
Ma a mátyásföldi repülőtér a Ferihegy irányított közelkörzetén – CTR – belül helyezkedik el, illetve a mátyásföldi mező sem alkalmas már a leszállásra, már az 1930-as években sem felelt meg az igényeknek. A rádiótávirányítós repülőmodellek repítése viszont lehetséges és a Mátyásföldi Modellező Baráti Kör (MMBK) sportszakosztály gondozza és működteti.
A 90-es évektől a terület futóversenynek, repülőnapoknak ad helyt, ahol „igazi” és a kerületi modellezők gépei repülnek.

## Kultúra

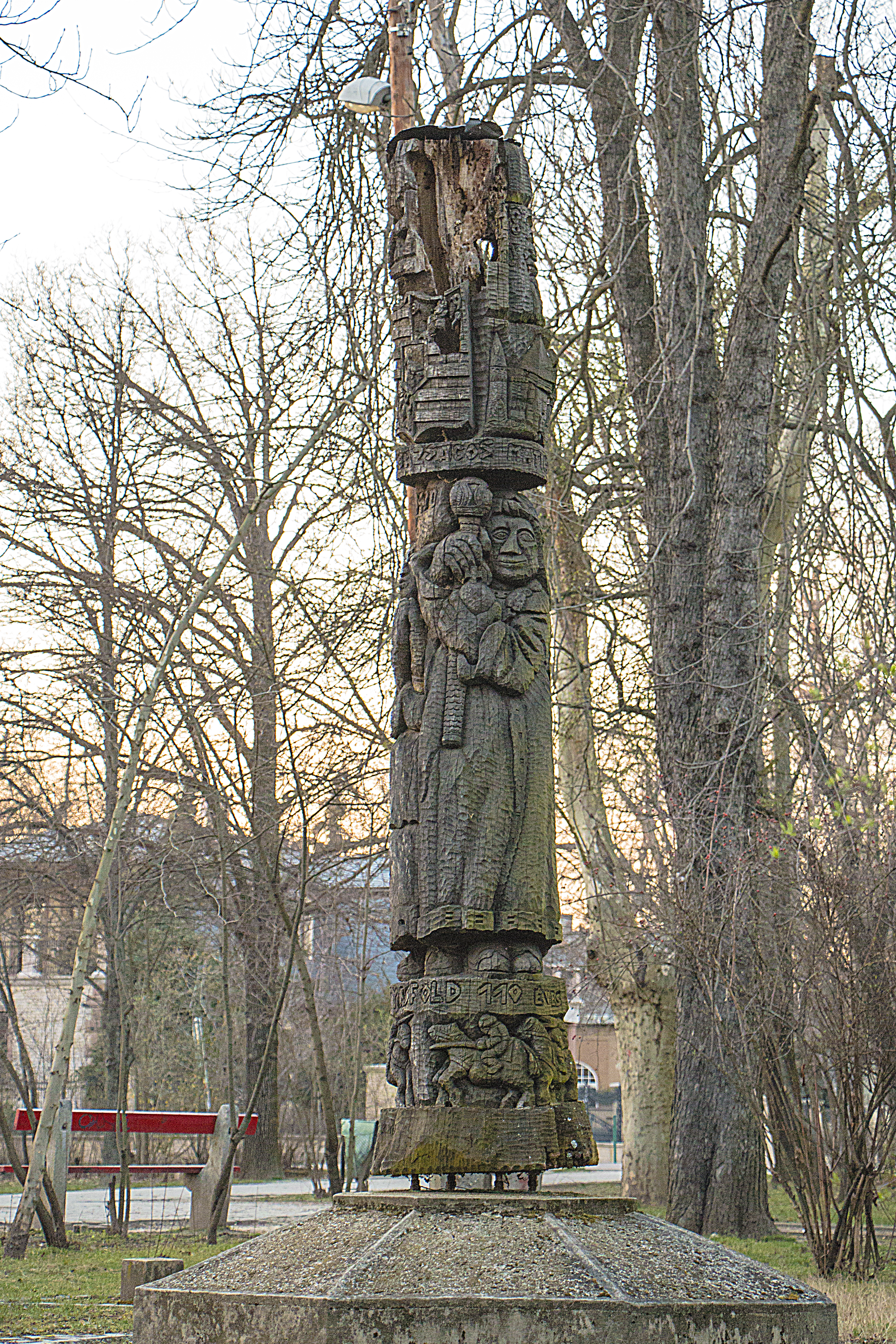
A Mátyás király téri Mátyásföld 110 éves emlékmű (2016-ban elbontották)

- Az Ómátyásföldi villanegyed (Veres Péter út – Zsélyi A. u. – Újszász u. – Nógrádverőce u.) sok, eredeti szépségében felújított épülete védett (például a Diósy-nyaraló a mai Pilóta utcában).
- Mátyás király mellszobra a mai Corvin Mátyás Gimnázium és Műszaki Középiskola előtti parkban. Az iskola története az 1932/33-as tanévvel indult, épülete – illetve annak elődje – azonban jó fél évszázaddal idősebb. Az iskola jelenlegi épületének a helyén 1881-ben egy favázas, téglából épült emeletes vendégfogadó állt. 1894-ben a fogadót két szilárd építésű nagy oldalszárnnyal bővítették ki, melyek közül az egyikben bál- és hangversenytermet alakítottak ki. 1903-ban a középső – eredeti – épületrészt lebontották, és szilárd építőanyagokból újjáépítették. Így alakult ki a Park-szálló épülete, mely a Mátyásföldi Nyaralótulajdonosok Egyesületének vagyonához tartozott. A növekvő lakosságszám és Mátyásföld önállósodása miatt felvetődött egy gimnázium létesítésének a gondolata. Mivel a régi vendéglő épületében működő Park szálló fenntartása nem volt elég gazdaságos, az épület megfelelőnek mutatkozott a jövendő gimnázium elhelyezésére.[71]
- Mátyásföld 110 éves emlékmű – Koncz Vilmos népi faragómester alkotása (1997. szeptember) Mátyásföld 110 éves jubileumára. Mátyás király tér[72]
- Mátyásföldi víztorony, ma lakóépület(!), Mészáros József u. 7. (magassága: 26 m)
- Veres P. út 117/A volt Mátyásföldi Községháza (az utolsó mátyásföldi jegyző, Cieleszky István emléktáblájával)
- Budapesti Gazdaságtudományi Egyetem Külkereskedelmi Kar: (Erzsébetliget) Az épület az ötvenes években katonaiskolának épült, és az 1956-os forradalom után ide költözött a magyarországi szovjet főparancsnokság.
- Corvin Művelődési Ház – Erzsébetligeti Színház
- Láng, 1956-os emlékmű, Erzsébetliget, Szurmay Sándor fasor (a színház bejáratától induló sétány végén) – R. Törley Mária (2006)[73]
- Szurmay Sándor emléktábla, Erzsébetliget – Világhy Árpád (2008). Vitéz uzsoki báró Szurmay Sándor a belső titkos tanácsos, honvédelmi miniszter, gyalogsági tábornok Szurmay az 1800-as évek végén épített villát Mátyásföldön, ami ma is áll a Diósy Lajos utcában. Ekkortól kora tavasztól késő őszig itt élt a családjával, tevékenyen részt vett az egyesület életében. Fellépésének köszönhető, hogy az Erzsébet-liget elkerülte a beépítést és máig megőrizte fás, parkos jellegét. Szurmayról – szinte páratlan módon – már életében utcát neveztek el Mátyásföldön.[74]
- Baross Gábor mellszobra (nem köztéri!), Baross Gábor utca 8. – R. Törley Mária (1992)[75]

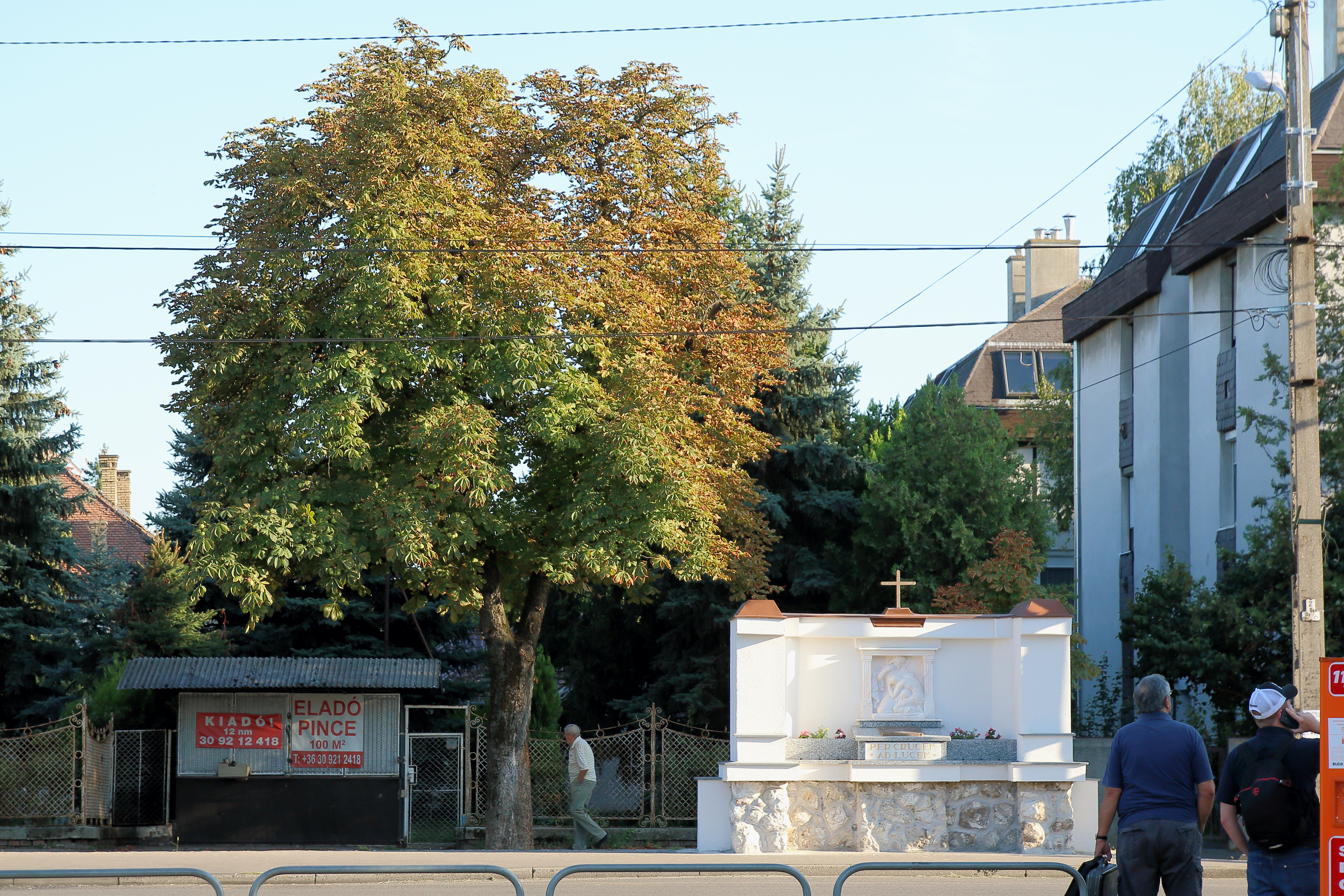
Király Miklós emlékmű, 2019. szeptember

- Király Miklós emlékmű, Veres Péter út 115. (a Mátyásföld, repülőtér HÉV megállóval szemközti oldalon) – Baranyi Károly (1926) Idősebb Király Andor, a kistarcsai Gép- és Vasútfelszerelési Gyár Rt. vezérigazgatója és ifjabb Király Andor, a Nova motorkerékpár gyár igazgatója állíttatta azon a helyen, ahol a baleset[m 5] történt. Az oltárszerű építmény központi eleme egy márvány dombormű, ami Krisztust ábrázolja, ahogy magához ölel egy ifjú embert. Alatta bronzba öntött feliratot helyeztek el: „Ezen a helyen érte motorkerékpárral halálos szerencsétlenség, 1926. június 4-én, életének tavaszán, 21 éves korában Király Miklóst. Bánkódó szülei pedig sújtva alázattal hajtják meg fejüket az Úr akarata előtt. Baranyi K. Mátyásföld”. Ez alatt pedig kőbe vésve latin felirat volt olvasható: „Per crucem ad lucem” (A kereszten át a fényhez). Az emlékművet 2019 nyarán felújították.[80][81][82]

„Az emlékmű örök időkön át hirdetni fogja azok dicső emlékét, akik fiatal életükkel pecsételték meg rajongásukat a motorkerékpársport iránt” fogalmazott 1926 augusztusában a Nemzeti Sport újságírója.

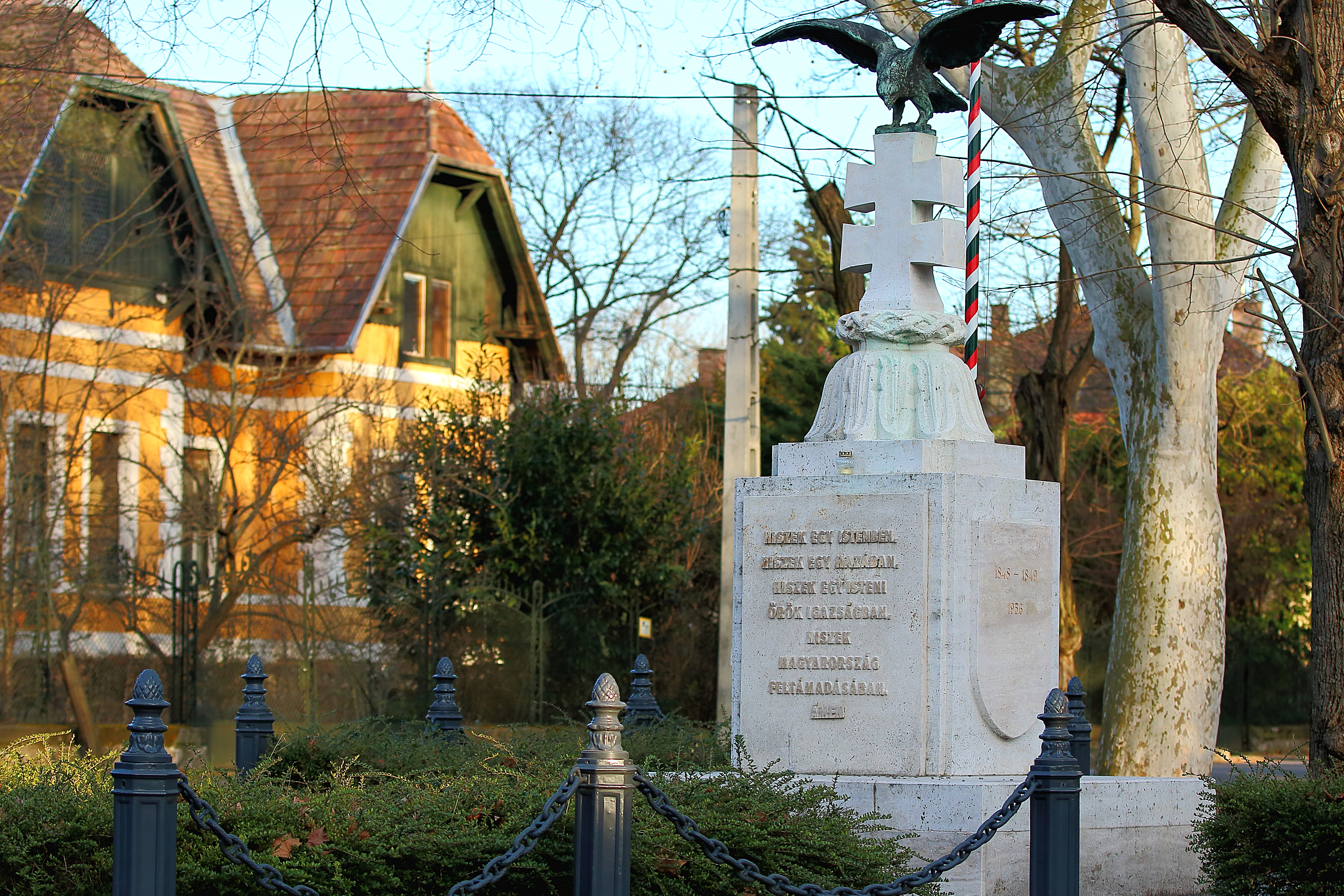
A mátyásföldi Szent József Plébánia előtti emlékmű a Pilóta utca és a Prodám utca kereszteződésében. A kettős kereszten látható turul madár (mely mögött egy zászlótartó rúd van) először első világháborús emlékmű volt, mely 1948-ban 1848-as, majd 1989-ben második világháborús, illetve 1956-os emlékművé bővült. 2017-ben felújították, azóta az eredeti felirata is díszíti, a Magyar Hiszekegy nemzeti imája.

- Mátyásföldi Szent József plébánia – Weninger Ferenc tervei alapján (1905) és Paulheim József építész és mecénás mellszobra, R. Törley Mária (2007)
- 56-os Pietà, a Diósy Lajos-és az Újszász utca sarkán, a volt megszálló szovjet katonai parancsnokság területén. Kétalakos életnagyságú szobor. - Orosz Gergely, Orosz János (1994)[85][86]

### Nevezetes épületek
Műemlék jellegű – ún. fővárosi-, vagy helyi védettségű – épületek az 54/1993. (II. 2.) Főv. Közgy. r. alapján
- Baross G. u. 1. alatti épület – tervezte Árkay Aladár
- Református parókia és kultúrkör: Budapesti út 82-84. – Árkay Aladár tervezte
- Májusfa u. 5. Lakóház
- Pilóta u. 15. Nagy Károly villája
- Pilóta u. 17-19-21. Lakóház
- Wigand-villa Pilóta u. 23. – Toroczkai Wigand Ede terve alapján épült
- Ó-Mátyásföld villanegyede

## Oktatás
- Rácz Aladár Zeneiskola Táncművészeti, Képző- és Iparművészeti Alapfokú Művészetoktatási Intézmény
- Táncsics Mihály Általános Iskola és Gimnázium, Táncsics u. 7-9. (Rácz Aladár mellszobra az első emeleten)
- Corvin Mátyás Gimnázium, Mátyás király tér 4.
- Centenáriumi Általános iskola és Szakiskola, Sasvár u. 101.
- BGE Külkereskedelmi Kar, Diósy Lajos u.
- Budapesti gépészeti SZC Csonka János Műszaki Szakközépiskolája és Szakiskolája, Arany János u. 55.
- Gourmand Vendéglátóipari, Kereskedelmi és Idegenforgalmi Szakképző Iskola és Gimnázium, Veres Péter út 102

## Sportélete
A sportéletet az Erzsébetligetben lévő Mátyásföldi Lawn Tennis Club (MLTC) is szervezte – Európában egyedülálló módon 10 süllyesztett teniszpályája és modern stílusban épült klubháza volt. Napjainkra csupán 4 teniszpálya maradt a ligetben az eredeti 10-ből, a klubházat 2007-ben felújították.
Új uszodája 2008. január 25-én nyílt meg az Erzsébetligetben, az Újszász utca 106–108. alatt. A háromszintes épület két medencét, két szaunát, egy fitnesztermet, konditermet, valamint napozóteraszokat foglal magába. Koczor György Ybl Miklós-díjas építész alkotását a környék villanegyede ihlette; szerethető teret kívánt tervezni, ezért alkalmazott sok faszerkezetet és meleg színeket. Művének sajátosságai a napelemes fűtésrendszer és Magyarország legnagyobb fesztávolságú – harmincméteres –, ragasztott fából készült tetőszerkezete.

## Közlekedés
HÉV állomások:
- Mátyásföld, repülőtér megállóhely
- Mátyásföld, Imre utca megállóhely
- Mátyásföld alsó megállóhely

Áthaladó buszjáratok:
| Nappali                                                    |  | Éjszakai                                                                                   |
| 44 Örs vezér tere M+H – Centenáriumi lakótelep             |  | 908 Móricz Zsigmond körtér – Gazdagrét – Rákoskeresztúr – Rákoscsaba-Újtelep, Tóalmás utca |
| 45 Örs vezér tere M+H - Cinkota, Lassú utca                |  | 908A Móricz Zsigmond körtér → Gazdagrét → Rákoskeresztúr, városközpont                     |
| 46 Helikopter lakópark – Újpalota, Nyírpalota út           |  | 996 Újpest-központ M – Cinkotai autóbuszgarázs                                             |
| 92 Rákosszentmihály vasútállomás – Auchan Liget            |  | 996A Újpest-központ M – Cinkotai autóbuszgarázs                                            |
| 92A Rákosszentmihály vasútállomás – Kistarcsa, kórház H    |  |                                                                                            |
| 146 Újpalota, Nyírpalota út → Rákoskeresztúr, városközpont |  |                                                                                            |
| 176E Örs vezér tere M+H – Rákoscsaba-Újtelep, Tóalmás utca |  |                                                                                            |
| 244 Örs vezér tere M+H – Centenáriumi lakótelep            |  |                                                                                            |
| 276E Örs vezér tere M+H – Rákoscsaba-Újtelep, Naplás út    |  |                                                                                            |

## Galéria

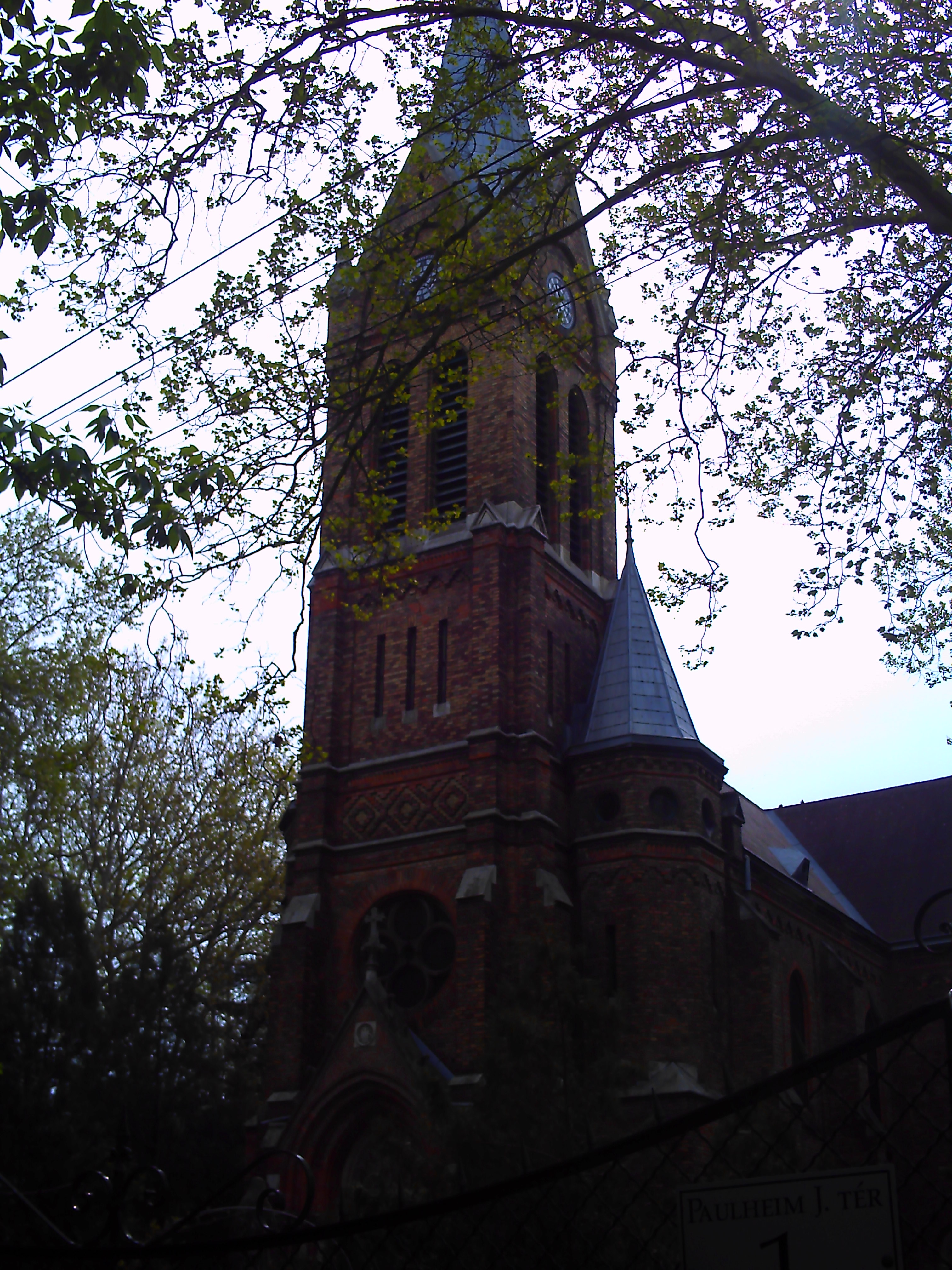
A Szent József Plébánia
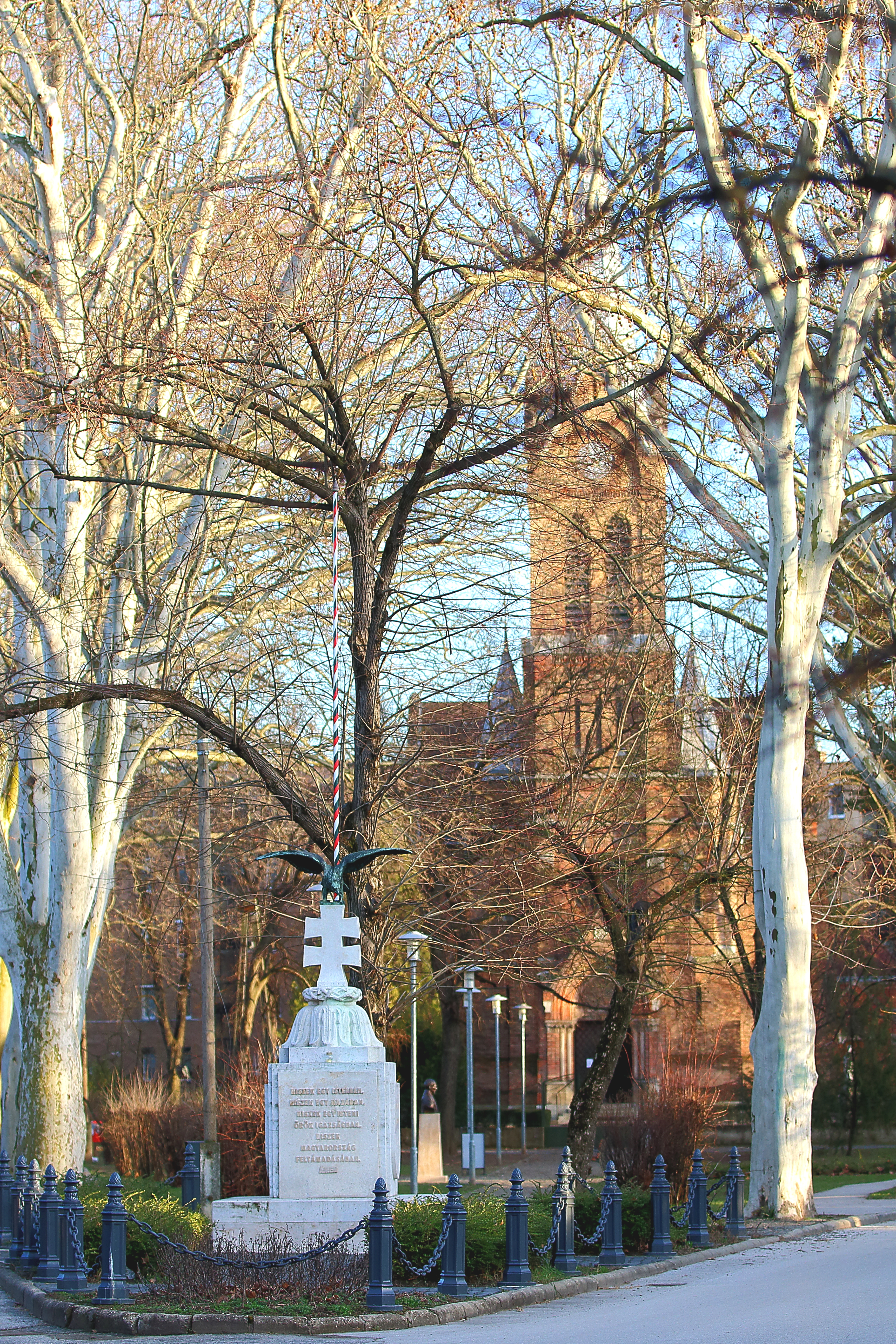
és a kombinált emlékmű a templom előtt
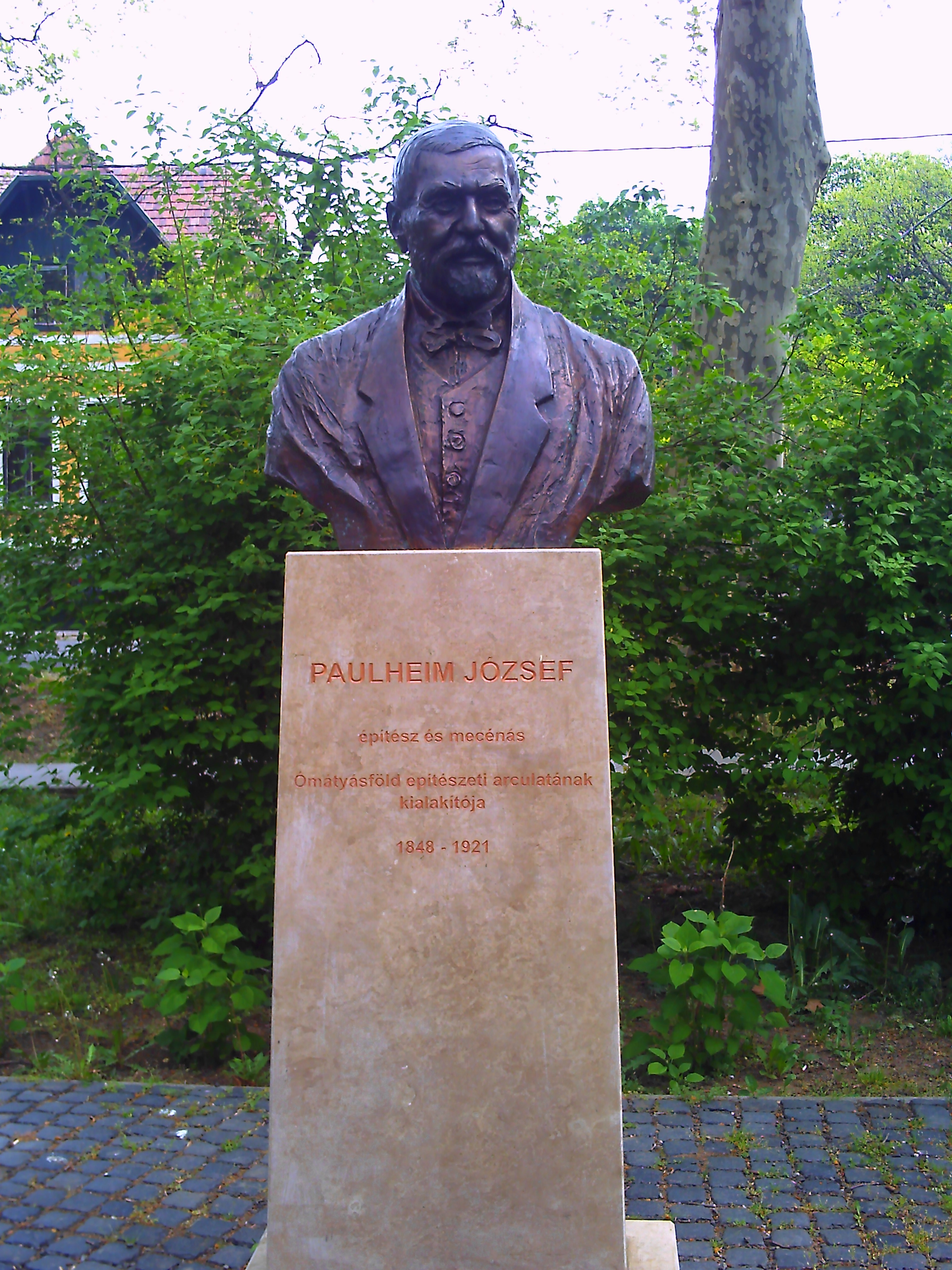
Paulheim József mellszobra
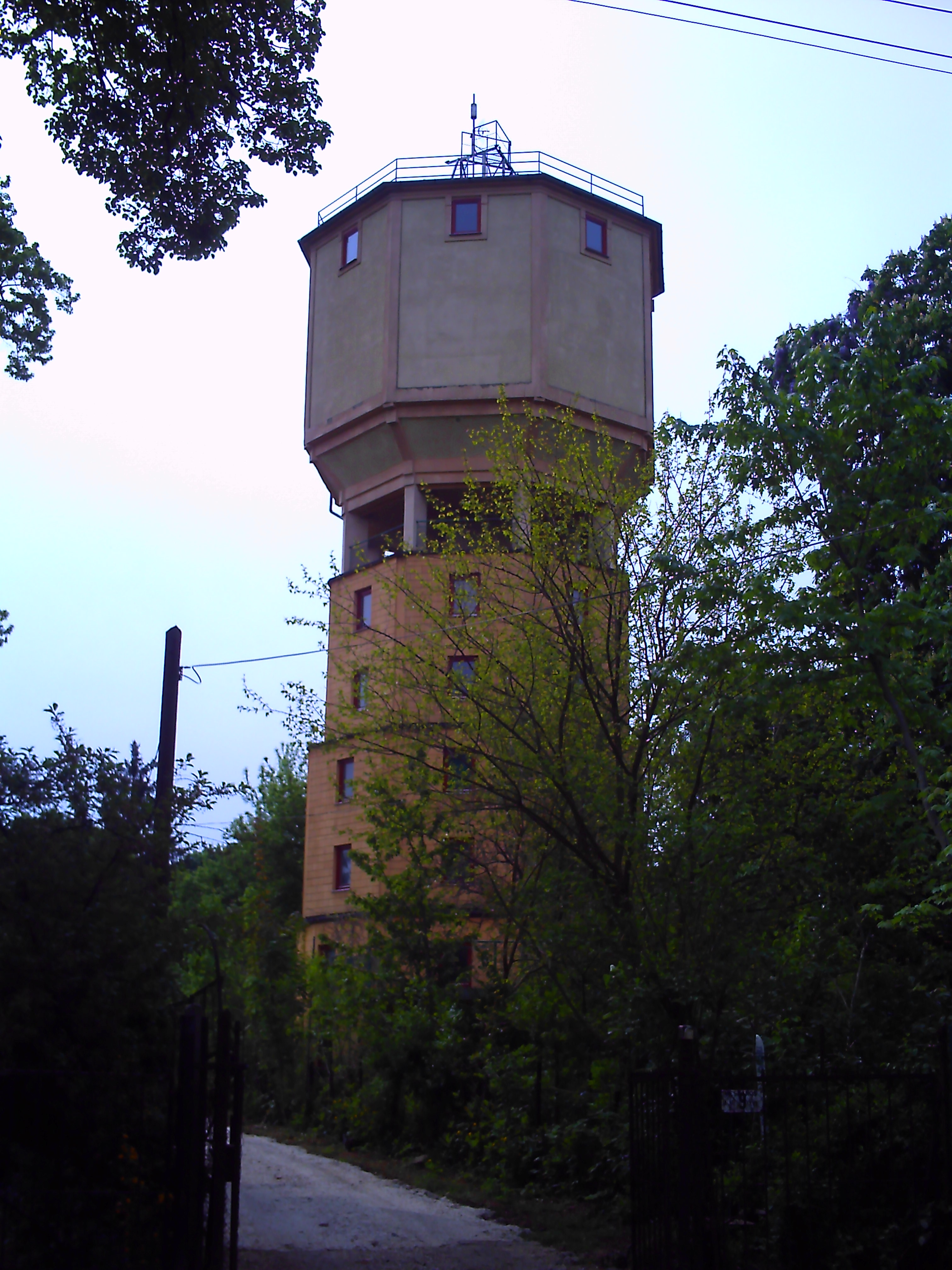
Víztorony (ma lakóház)
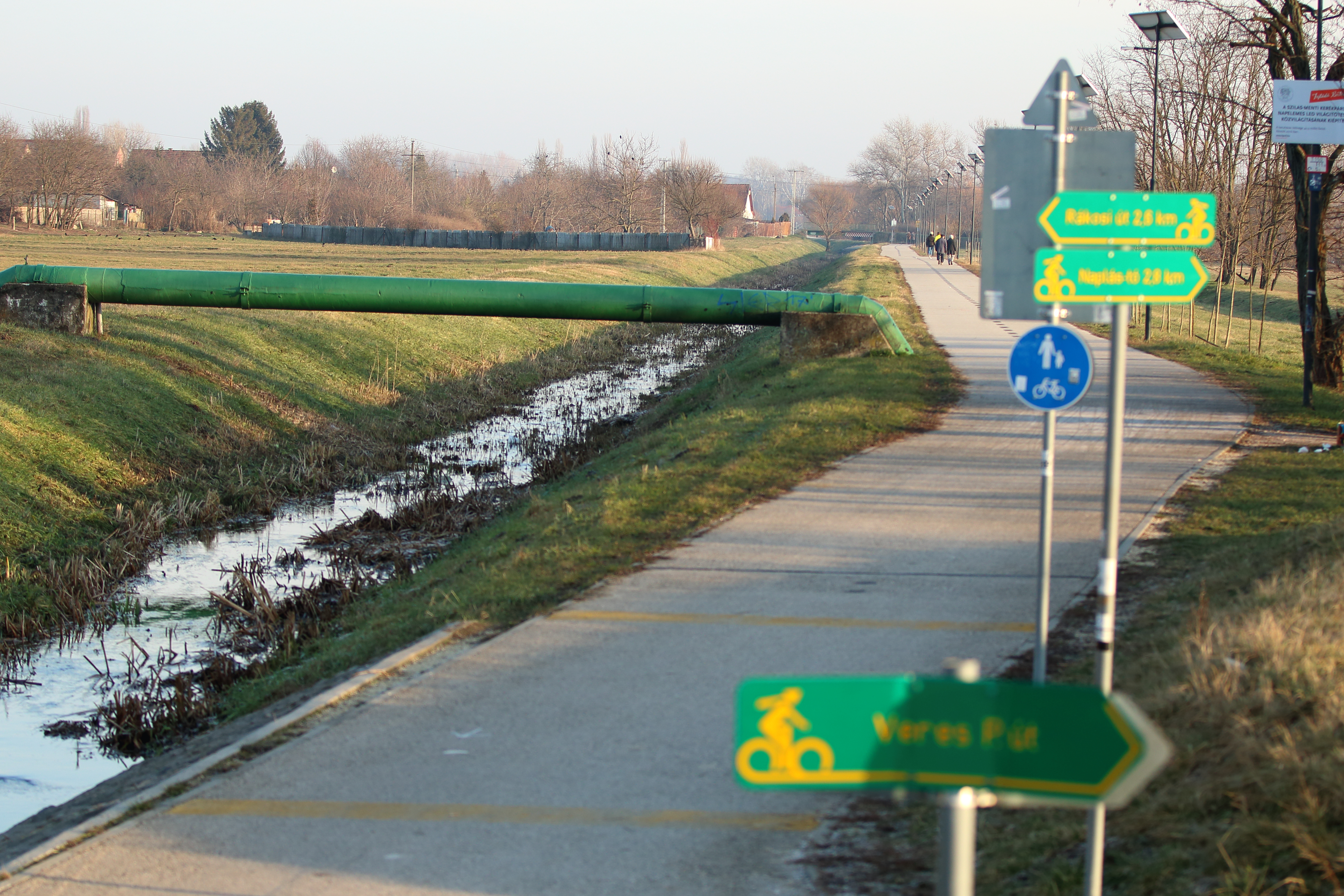
A Szilas-menti kerékpárút Mátyásföld cinkotai határán
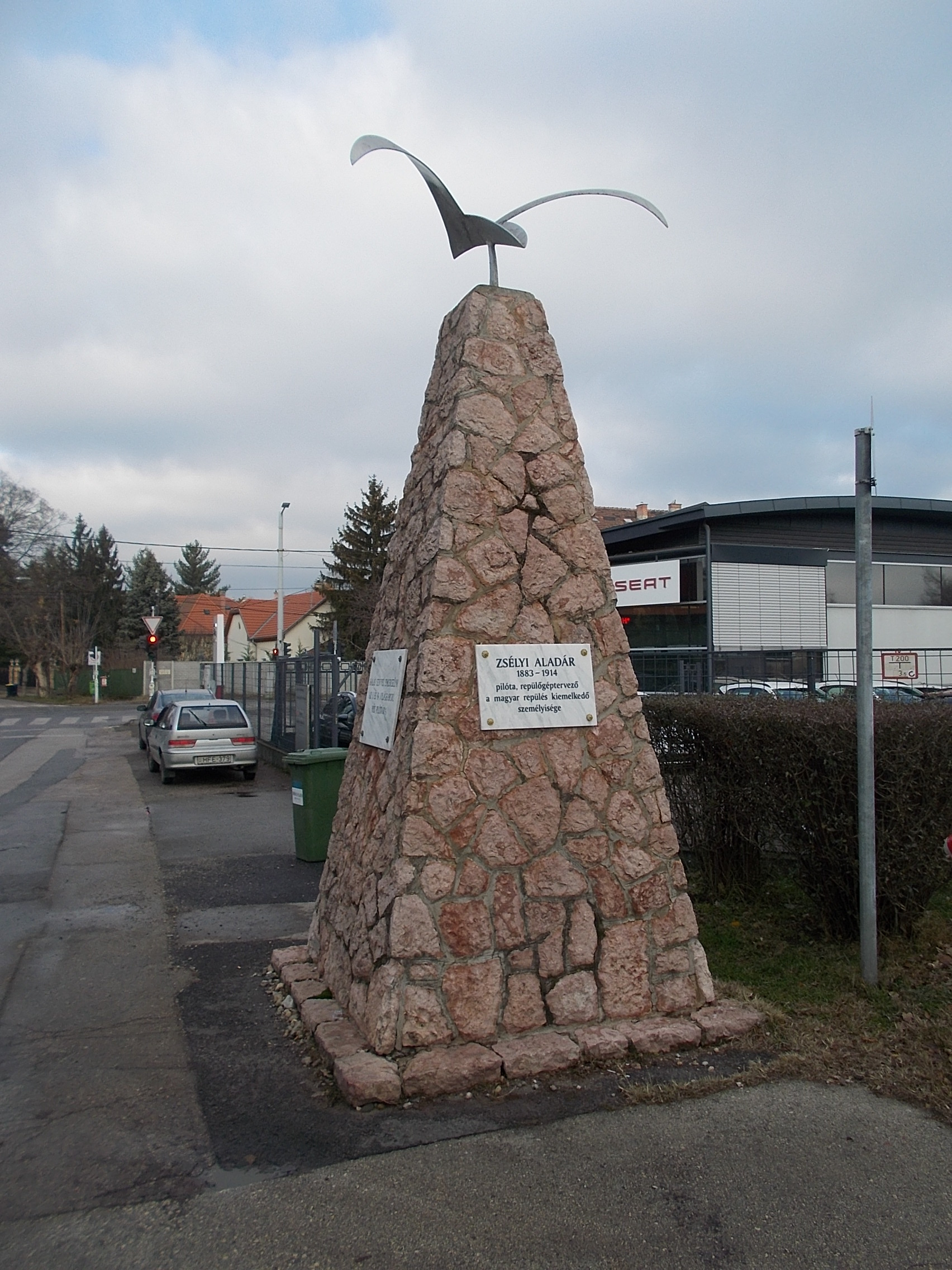
Az Újszász utcai ősrepülő emlékmű